# Amarna
Amarna (comunemente, ma meno correttamente noto come Tell el-Amarna) è il nome moderno della località dove sorgeva Akhetaton, la città egizia fondata dal faraone Akhenaton come capitale delle Due Terre, abbandonando così sia la capitale amministrativa, Menfi, sia quella religiosa, Tebe.

## La città
| N27 |

| N27 |

Il termine tell, nell'area Mesopotamica, sta a indicare le collinette artificiali createsi, nel corso dei millenni, a seguito della sovrapposizione delle rovine di precedenti insediamenti. Proprio tali tell, infatti costituiscono un ben chiaro segno della presenza di antichi abitati.
Tuttavia, in questo caso, il termine "tell" riferito ad Amarna non ha assolutamente tale significato giacché il nome moderno Tell el-Amarna nulla ha a che vedere con le collinette a cui si è sopra fatto cenno. Il nome risale al XVIII secolo e fa riferimento a una tribù beduina nota come "Ben Amran". Tale tribù si insediò in quest'area del Medio Egitto dando vita a quattro distinti villaggi: el-Till, El-Hagg Qandil, el-Amiriya ed el-Hawata. Il nome del primo di questi villaggi, si confuse con quello della tribù che lo abitava dando così vita a el-Till el-Amarna dalla cui successiva corruzione derivò il termine Tell-el-Amarna oggi abbreviato, e più noto, semplicemente come Amarna.
La storia di Tell el-Amarna è intimamente connessa, e non potrebbe essere differentemente giacché si tratta del moderno nome di un'antica città, a quello di Akhetaton, o Akhetaten e alla figura del sovrano Amenhotep IV che, modificato il suo nome in Akhenaton, instaurò il culto di Aton, il sole, fonte di vita, come dio supremo. Per allontanarsi, anche fisicamente, dal potere gestito dai sacerdoti di Amon nell'antica Ipet-Eswe (l'attuale Karnak), Akhenaton decise di fondare dal nulla una nuova capitale. È verosimile che abbia scelto personalmente, nell'anno IV del suo regno, il sito ove sorse Akhetaton, "Lo splendore di Aton", forse a causa di due colline tra cui si poteva veder sorgere il sole e che ricordavano il geroglifico akhet.
Il terreno su cui Akhenaton scelse di costruire la sua capitale è localizzato sulla riva orientale del Nilo, nel territorio di quello che era il XV nomo dell'Alto Egitto, a circa 320 km a sud di Menfi e 400 a nord di Tebe; si trattava di un territorio vergine sia sotto il profilo politico sia, e specialmente, religioso, equidistante dalle due capitali precedenti e considerato ottimale per combinarne il duplice ruolo, amministrativo e religioso. Al contrario di altre capitali, nate su abitati preesistenti e a seguito di espansioni successive, Akhetaton/Amarna venne progettata dal nulla su un'area di circa 200 km2 e si ritiene che, nel momento della sua massima espansione, la popolazione sia oscillata tra i 20 e i 50 000 abitanti; se le rappresentazioni parietali e decorative possono essere assunte come rappresentanti l'effettiva realtà (e considerando i canoni pittorici realistici dell'epoca amarniana questo è positivamente ipotizzabile), la città doveva essere ricca di alberi e di verde, ben servita sotto il profilo dell'approvvigionamento idrico anche grazie ai molti pozzi, con un aspetto ben diverso da quello completamente arido attuale dovuto, anche, allo spostamento dell'alveo del Nilo.

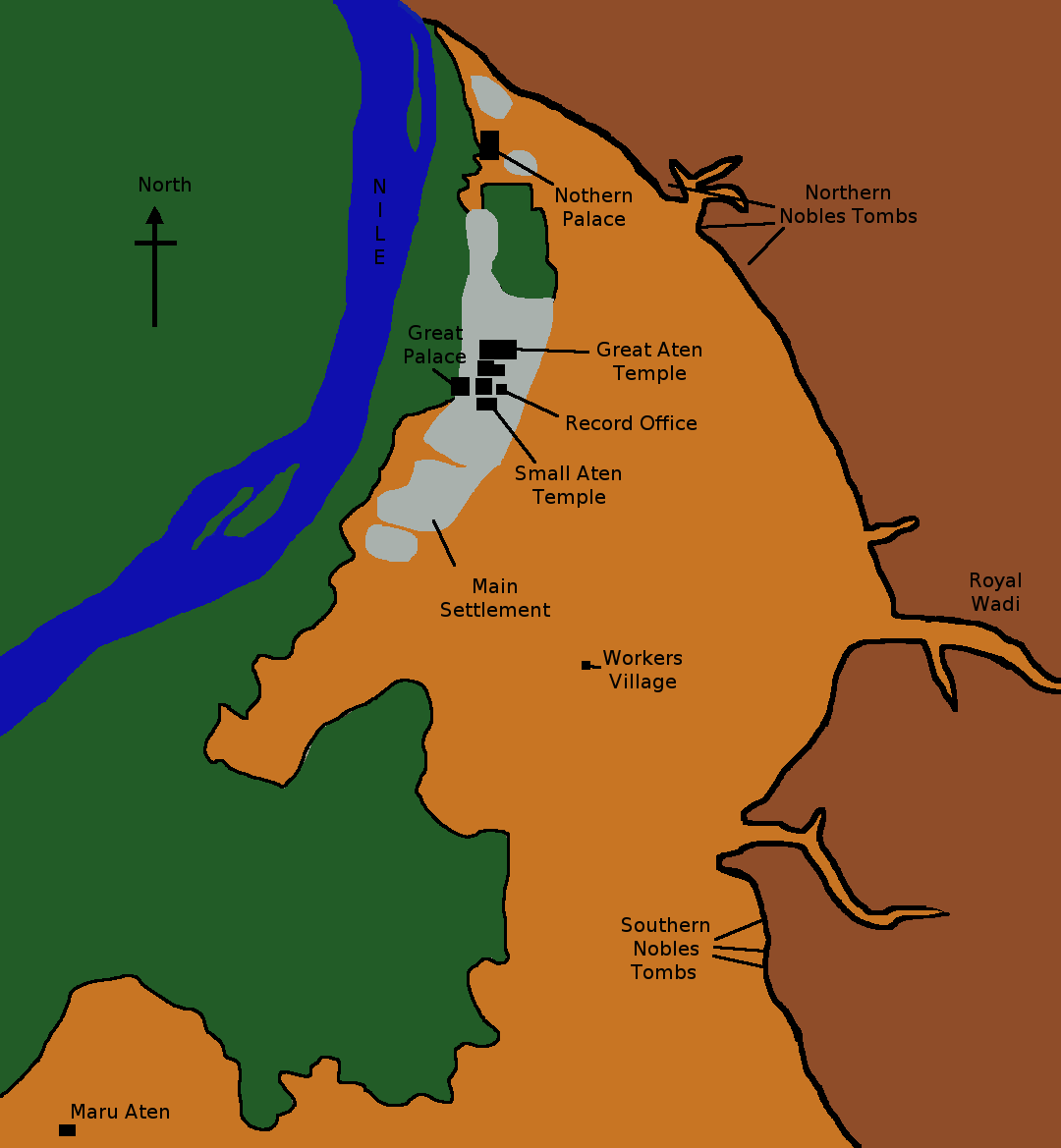
Mappa della città

### Area settentrionale

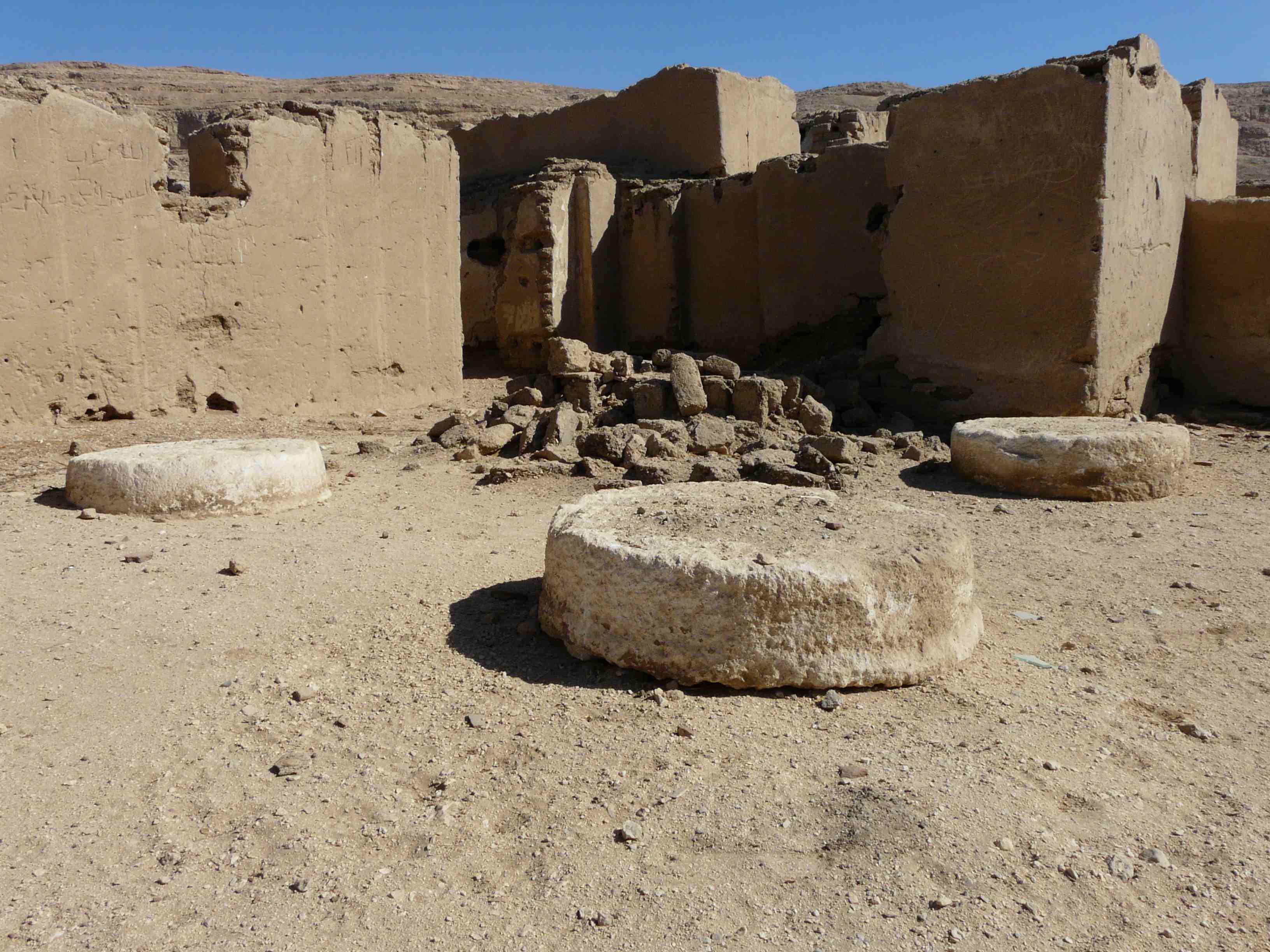
Resti della "Città del Nord"

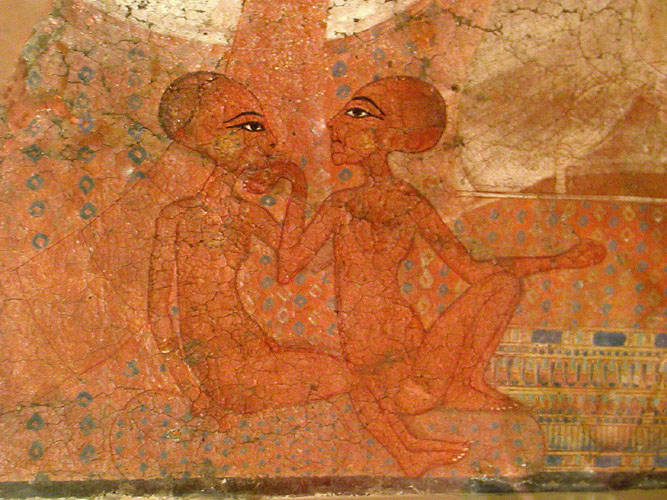
Pittura murale del palazzo reale raffigurante le figlie di Akhenaton

Quella che oggi viene indicata come "Città del Nord" era un'area autosufficiente in cui trovavano collocazione il complesso gestionale amministrativo della città e locali di immagazzinamento, tutti costruiti in mattoni crudi; qui si trovavano, inoltre, le dimore dell'élite amarniana che si sviluppavano lungo la Strada Regia che collegava la Città del Nord con la "Città Centrale". In questa zona si trovava, pure, una struttura fortificata sulla riva del fiume (oggi il corso è di molto variato) che, date le frequenti decorazioni con scene della famiglia reale, è stato ipotizzato fosse la principale residenza abitativa reale.
Qui si trovava anche il Palazzo del Nord, da non confondersi con il precedente, ugualmente costruito sulle rive del Nilo che conteneva squisiti dipinti parietali comprendenti vari animali che suggerirono a John Pendlebury che potesse aver ospitato anche una sorta di giardino zoologico. Il palazzo è, inoltre, particolarmente importante giacché si ritiene che sia stato la dimora della regina Nefertiti, quando questa scomparve dalla scena politico-sociale al fianco del re, o della sposa secondaria Kiya. Nell'area nord si trovava, inoltre, una zona suburbana di ville di pregio tra cui, la più famosa, è quella indicata con la sigla T36.11 che comprendeva una vasta area abitata, con anticamere e sale colonnate, comprensiva di magazzini e giardini, il tutto circondato da un muro, in mattoni crudi, alto circa 3 m.

### Area centrale

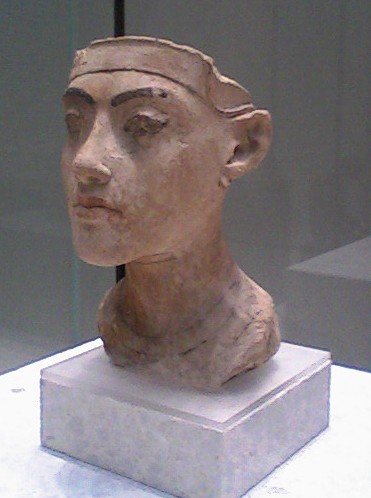
testa di Tutankhamon (?) dalla casa P.49.6

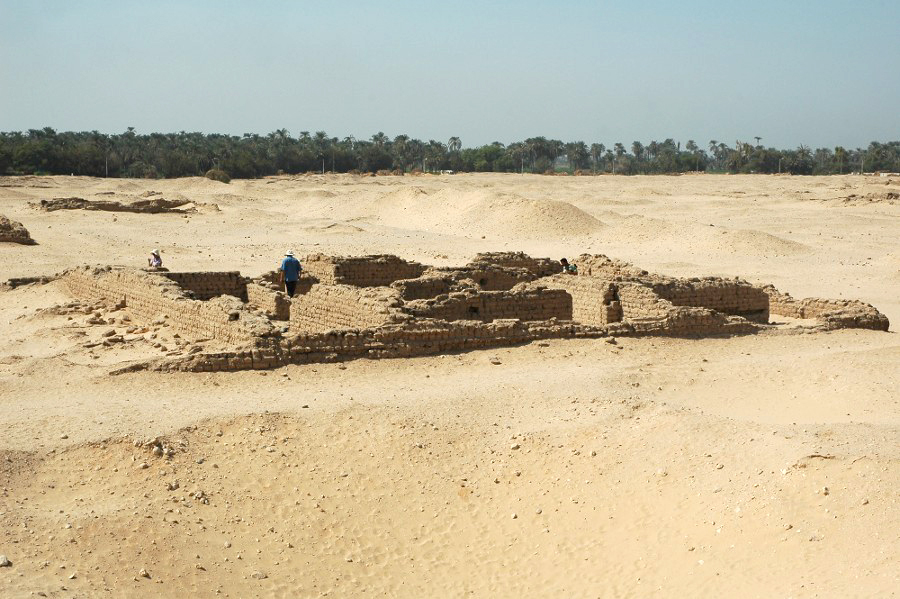
Resti della casa-laboratorio dello scultore Thutmose

Il centro cittadino, noto oggi come "Città Centrale", era situato in leggera pendenza in area anticamente lungo il fiume nota come "Isola dell'Aton dei giubilei". Si trattava di un'area squadrata di cui una gran parte è oggi nascosta sotto moderne coltivazioni. Punto centrale del distretto amministrativo era la fine della Strada Regia che terminava con il Grande Palazzo, noto come "Casa della gioia in Akhetaton", sito sull'antico lungo Nilo, e che ospitava splendide pavimentazioni dipinte. Dotato di ampi cortili circondati da statue colossali di Akhenaton, qui il re riceveva inviati e ambasciatori stranieri.
Sull'altro lato della strada si trovava un altro edificio, la "Casa del Re" congiunta al Grande Palazzo da un sovrappassaggio coperto in cui si apriva, molto verosimilmente, la "Finestra delle Apparizioni", spesso rappresentata nei dipinti, da cui il re, la regina, e talvolta le figlie della coppia, si offrivano al popolo, specie durante l'elargizione di doni e le cerimonie di premiazione di funzionari meritevoli cui venivano concessi collari preziosi e altri oggetti in oro. Nella Casa del Re si trovavano, inoltre, locali di abitazione e di servizio, ivi compresi scrittori e un ufficio di registrazione dei doni; qui vennero rinvenute ceramiche anche di provenienza micenea e minoica, a dimostrazione dei rapporti esistenti con l'area minoico cretese
Nei pressi del Grande Palazzo e lateralmente alla Casa del Re si trovava l'enorme "Grande tempio di Aton", il "Palazzo di Aton in Akhetaton": si trattava di un'area rettangolare di 730 m x 229 che ospitava 365 altari in mattoni crudi per ciascuna delle due parti del Paese, l'Alto e il Basso Egitto. Circa 500 m a sud del "Grande Tempio" si trovava il "Piccolo tempio di Aton", la "Dimora di Aton in Akhetaton", che disponeva di magazzini e di una propria "Finestra delle Apparizioni" ed è stato interpretato dagli studiosi, dato anche il suo allineamento con le tombe reali, come un tempio dedicato agli antenati e come tempio funerario del re.

### Area meridionale
Meno del 50% dell'area che si estende a sud della Città Centrale è stata a oggi scavata. L'area, come la corrispondente zona nell'area settentrionale, era residenziale pur esistendo, tuttavia, edifici pubblici e amministrativi. Si ritiene sia stata realizzata precedentemente all'area settentrionale quasi come insediamento di prova; anche qui esistevano dimore destinate all'élite amarniana testimoniate non solo dai frequenti recinti murari che circondavano aree a giardino, ma anche dalla presenza di ritti e architravi in pietra recanti il nome e i principali titoli del proprietario.

### Abitazioni di Amarna
| Area                     | Sigla                      | Titolare                 | Titolo                                                                           | Note |
| ------------------------ | -------------------------- | ------------------------ | -------------------------------------------------------------------------------- | --- |
| Settentrionale           | U.24.3                     | non noto                 |                                                                                  | una tazza in bronzo qui rinvenuta reca il nome Iuaa, Scriba reale |
| Settentrionale           | U.25.7                     | non noto                 | Residenza ufficiale del Primo Profeta nella Città Settentrionale                 | |
| Settentrionale           | T.34.1                     | Hatiay                   | Sovrintendente ai lavori                                                         | rinvenuti frammenti di sculture e rilievi tra cui la base di una statua di Amenhotep IV (?) e un mortaio con intestazione a Menkheper (?)                                                                    |
| Suburbana settentrionale | T.35.4                     | non noto                 |                                                                                  | rinvenuta statuetta, oggi al Museo del Cairo |
| Suburbana settentrionale | T.36.36                    | non noto                 |                                                                                  | nota anche come "Casa Micenea" |
| Suburbana settentrionale | T.36.68                    | non noto                 |                                                                                  | rinvenuta una piccola testa di statua di principessa (?), forse Ankhesepaaton |
| Centrale                 | V.36.7                     | non noto                 | Esattore delle tasse                                                             | |
| Centrale                 | U.37.1                     | non noto                 |                                                                                  | rinvenuta testa in quarzite di una principessa |
| Centrale                 | V.37.1                     | non noto                 |                                                                                  | frammenti di decorazione parietale con ghirlande di fiori e oche |
| Templare                 | Casa dei tributi stranieri |                          |                                                                                  | |
| Templare                 |                            | Panehesi                 | Residenza ufficiale del Capo dei Servi di Aton in Akhetaton                      | rinvenuti frammenti di decorazione parietale con fregi floreali e con il re e la regina in adorazione di Aton; una stele con Amenhotep III e la regina Tiye dinanzi a offerte, oggi presso il British Museum |
| Templare                 | Q.44.4                     | non noto                 |                                                                                  | contiene un fregio in calcare rappresentante Amenhotep IV/Akhenaton da giovane |
| Templare                 | R.44.1                     | non noto                 | Amministratore di Akhetaton                                                      | |
| Centrale                 | R.44.2                     | Panehesi                 | Capo dei Servi di Aton in Akhetaton                                              | in una nicchia, nel giardino, rappresentazione di Amenhotep IV/Akhenaton |
| Centrale                 | Q.46.1                     | non noto                 | Sovrintendente al bestiame di Aton in Akhetaton                                  | pannelli dipinti con rappresentazione di papiri nella stanza da bagno |
| Centrale                 | P.46.16                    | non noto                 |                                                                                  | rinvenuto pannello recante il nome Sheri |
| Centrale                 | P.46.16a                   | non noto                 |                                                                                  | rinvenuta piccola testa in quarzite rappresentante Nefertiti (?) |
| Centrale                 | O.46.20                    | non noto                 |                                                                                  | rinvenuto gruppo scultoreo in steatite con testa di Amenhotep IV/Akhenaton |
| Centrale                 | O.46.20                    | non noto                 |                                                                                  | rinvenuto gruppo scultoreo in steatite con testa di Amenhotep IV/Akhenaton |
| Centrale                 | N.47.1                     | non noto                 |                                                                                  | rinvenuta statua di principessa priva di testa |
| Centrale                 | O.47.5                     | non noto                 |                                                                                  | forse studio di uno scultore: rinvenuto modello di testa di scimmia |
| Centrale                 | O.47.9                     | non noto                 |                                                                                  | forse studio di uno scultore: rinvenuto modello di maschera del volto di Akhenaton |
| Centrale                 | O.47.13                    | non noto                 |                                                                                  | pertinenza della O.47.9 |
| Centrale                 | O.47.13                    | Thutmosi                 | Maestro scultore                                                                 | scoperta da Ludwig Borchardt; nella cosiddetta "sala del modellamento" verrà rinvenuto, nel dicembre del 1912, il busto della regina Nefertiti oggi al Museo Egizio di Berlino                               |
| Centrale                 | P.47.5                     | non noto                 |                                                                                  | resti di decorazione parietale |
| Centrale                 | P.47.19                    | Ramose                   | Comandante delle truppe del Signore delle Due Terre                              | |
| Centrale                 | P.47.25                    | non noto                 |                                                                                  | forse studio di fonditore: rinvenuto stampo per fusione in bronzo di Amenhotep IV/Akhenaton e Nefertiti |
| Centrale                 | Q.47.16                    | non noto                 |                                                                                  | rinvenuto un trittico (?) in rilievo di Akhenaton, Nefertiti e due principesse |
| Centrale                 | P.48.2                     | non noto                 |                                                                                  | rinvenuto gruppo scultoreo, incompiuto, di Akhenaton che bacia sulle labbra una principessa (o forse Smenkhara?)                                                                                             |
| Centrale                 | Q.48.1                     | non noto                 |                                                                                  | rinvenuto intaglio in avorio rappresentante Thutmosi III con un prigioniero dinanzi a Ra con testa di falco                                                                                                  |
| Meridionale              | M.47.3                     | Maa-Nekhtutef            | Sovrintendente dei muratori                                                      | portone al Museo di Berlino (cat. 20376) |
| Meridionale              | N.48.15                    | non noto                 |                                                                                  | rinvenuta statua in alabastro di Amenhotep IV/Akhenaton |
| Meridionale              | N.49.18                    | Ranufer                  | Capo degli stallieri di Sua Maestà; Sovrintendente ai cavalli dell'intera stalla | rinvenuti frammenti di architrave con il nome Thaipi (?), Scriba, nell'anticamera; abbozzo di scultura con testa di giovane uomo sul verso e schizzi sul recto                                               |
| Meridionale              | O.49.1                     | Pewah                    | Alto Prete solare dell'Aton nei domini di Ra                                     | rinvenuto uno stipite con cartiglio di Amenhotep IV e modello incompleto di scultura di regina che offre vino al re                                                                                          |
| Meridionale              | O.49.13                    | non noto                 |                                                                                  | rinvenuta testa da una statua di principessa |
| Meridionale              | O.49.14                    | non noto                 |                                                                                  | forse pertinenza di altra abitazione (P.49.6); rinvenuta testa a colori di re dallo studio di uno scultore, oggi al Museo del Cairo                                                                          |
| Meridionale              | P.49.6                     | non noto                 | Scultore                                                                         | modelli di teste di Amenhotep IV/Akhenaton, testa di Tutankhamon (?), pezzi di sculture |
| Meridionale              | N.50.22                    | non noto                 |                                                                                  | rinvenuti frammenti di una stele con il re assiso |
| Meridionale              | N.51.8                     | non noto                 |                                                                                  | rinvenuti frammenti di ghirlande di fiori |
| Meridionale              | L.50.12                    | Casa del Grande giardino |                                                                                  | rinvenute statue, prive di testa, di Amenhotep IV e Nefertiti |
| Meridionale              | K.50.1                     | Nakht                    | Visir e Governatore della città                                                  | rinvenuti resti di testi e stipiti iscritti |
| Meridionale              | J.53.1                     | non noto                 |                                                                                  | rinvenuti frammenti dipinti di struttura (forse di una finestra) |

### Le stele confinarie

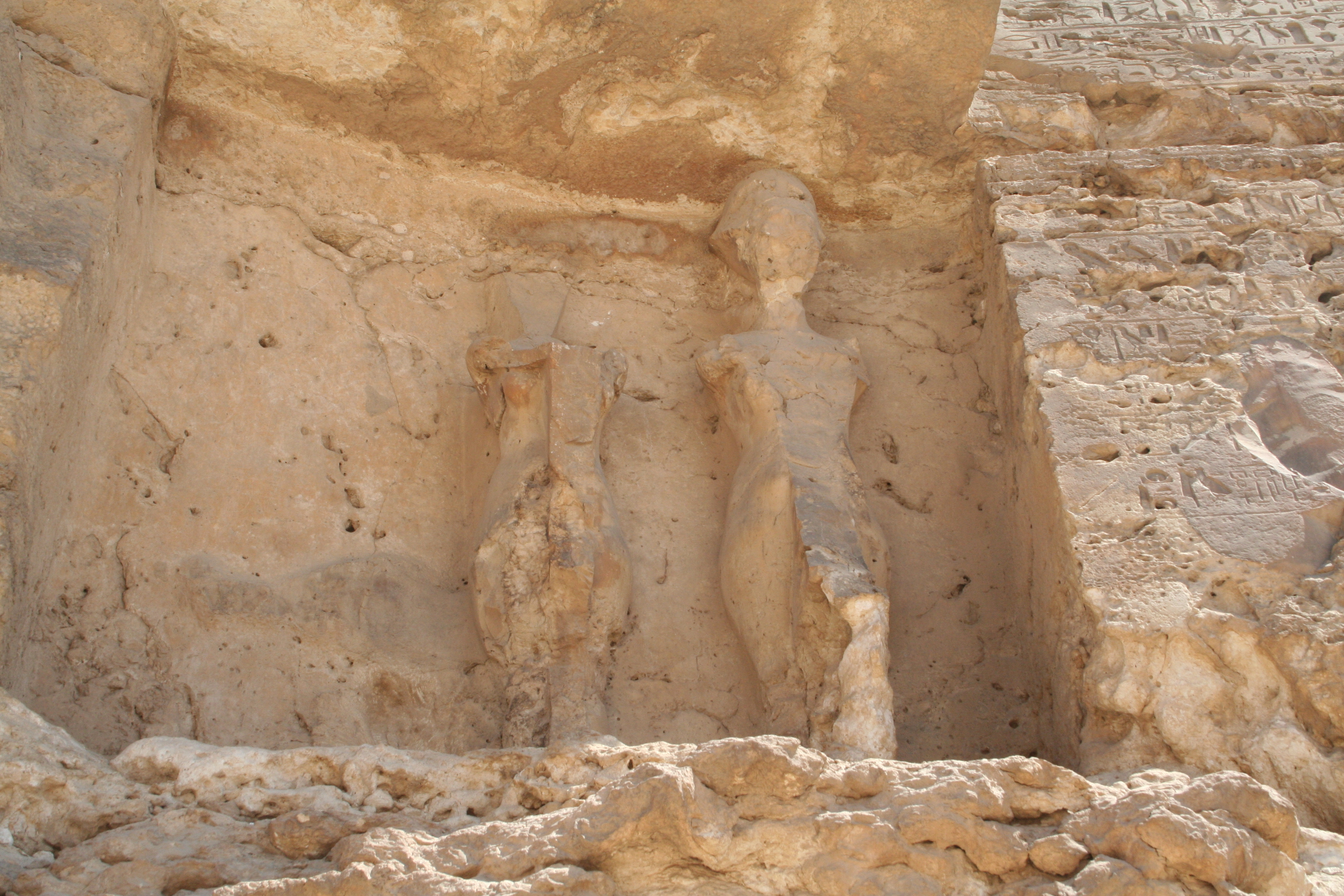
Resti di statue di Akhenaton e Nefertiti sulla stele "U"

Trasferita qui la sua corte, come detto per un preciso disegno di allontanarsi da ogni divinità e, in special modo, dal clero amoniano, Akhenaton giurò, sulle stele confinarie che, sulle due rive del Nilo, circondavano la vallata in cui sorgeva Akhetaton, che mai avrebbe "sconfinato... in eterno". Le stele confinarie di Amarna note sono quindici, classificate con lettere dell'alfabeto solo in parte progressive (A, B, F, J, K, L, M, N, P, Q, R, S, U, V, X). Se ne riconoscono, in genere, due versioni K, X, M risalenti agli anni IV e V, e le altre risalenti all'anno VI; quasi tutte prevedono un rinnovo del giuramento nell'anno VIII. In linea generale, tutte le stele seguono una medesima struttura: sono arrotondate in alto ove si trova il disco solare dell'Aton i cui raggi divergenti puntano verso il basso e recano, alle narici dei personaggi rappresentati, il simbolo ankh della vita; la parte superiore è generalmente occupata dal re, dalla regina, in atto di adorazione, e da due principesse recanti sistri; la parte inferiore è occupata da linee di testo:
- A, riva occidentale, anno VI, con rinnovo del giuramento nell'anno VIII[N 26][33]. Rilievi: Amenhotep IV, Nefertiti e le principesse Merytaton e Maketaton in adorazione di Aton; in basso, venticinque righe di testo; statue del re, della regina e delle principesse nel lato nord; rilievo rappresentante la principessa Ankhesepaaton successivamente aggiunto[34];
- B, riva occidentale, anno VI, con rinnovo del giuramento nello stesso anno VI, ulteriore rinnovo nell'anno VIII. Rilievi: il re, la regina e due principesse in adorazione di Aton; in basso, ventisette linee di testo[34];
- F, riva occidentale, anno VI, con rinnovo del giuramento nell'anno VIII. Parte superiore distrutta; in basso, quattordici linee di testo[34];
- J, riva orientale, anno VI, con rinnovo del giuramento nell'anno VIII. il re, la regina e due principesse in adorazione di Aton; in basso, otto linee di testo[34];
- K, riva orientale, anno IV, riscritta nell'anno V. Rilievi: il re, la regina, la principessa Merytaton e, aggiunta successivamente, la principessa Maketaton, in adorazione di Aton; in basso, otto linee di testo; in verticale, ventuno linee di testo[34];
- L, riva orientale, anomala [N 27];
- M, riva orientale, anno V. Rilievi, molto malridotti: il re, la regina e una, o forse due, principesse in adorazione di Aton; in basso, linee di testo[34];
- N, riva orientale, anno VI, con rinnovo del giuramento nell'anno VIII. Rilievi: il re, la regina e due principesse in adorazione di Aton; in basso, ventisei linee di testo e due gruppi statuari ai lati[34];
- P, riva orientale, anno VI, con rinnovo del giuramento nell'anno VIII[N 28][35];
- Q, riva orientale, anno VI, con rinnovo del giuramento nell'anno VIII. Rilievi: doppia scena del re, della regina e due principesse in adorazione di Aton; in basso, ventisette linee di testo (parte inferiore distrutta) e due gruppi statuari ai lati della stele (distrutti)[34];
- R, riva orientale, anno VI, con rinnovo del giuramento nell'anno VIII[N 29]. Rilievi: doppia scena del re, della regina e di due Principesse; in basso, ventinove (?) linee di testo e resti di un gruppo statuario a nord[34];
- S, riva orientale, anno VI, con rinnovo del giuramento nell'anno VIII[N 30][35]. Rilievi: doppia scena del re, della regina e di due principesse che adorano Aton; in basso, ventisei linee di testo e un gruppo statuario su ciascun lato della stele[34];
- U, riva orientale, anno VI, con rinnovo del giuramento nell'anno VIII[N 31]. Il re, la regina e due principesse adorano Aton; in basso, ventiquattro linee di testo[34];
- V, riva orientale, anno VI, con rinnovo del giuramento nell'anno VIII;
- X, riva orientale, anno V[N 32]. Rilievi: Scena distrutta del re, della regina e della principessa Merytaton (?) in atto di adorazione e linee di testo in basso[34].

Solo alcuni anni dopo la scoperta della stele "U", Karl Richard Lepsius rese pubblica l'esistenza delle stele il cui testo, tuttavia, fu disponibile solo dal 1908 grazie al lavoro, e ai disegni, di Norman de Garis Davies. Tutto quanto è noto della fondazione di Akhetaton e delle ragioni per cui Amenhotep IV/Akhenaton abbandonò Tebe, ci deriva proprio dal contenuto delle stele il cui valore documentario è, perciò, massimo.

### Il tempio del fiume
Nell'adiacente villaggio di el-Hagg Qandil si trovano le rovine del cosiddetto "Tempio del Fiume", scoperto nel 1922 dalla Egypt Exploration Society, la cui importanza risiede nel fatto che costituisce l'unica prova che l'area venne costantemente occupata fino alla XXVI dinastia, nonostante l'abbandono di Amarna nel corso della XVIII dinastia. Alcune pietre del tempio, infatti, sono di provenienza dai templi e dalle abitazioni dell'antica Akhetaton.

## Architettura e arte civile e religiosa
Considerato "eretico" per aver rifiutato l'antico pantheon indirizzando la religione verso il culto di un dio pressoché unico, il periodo di regno di Akhenaton è oggi anche conosciuto come quello dell'"eresia amarniana". Fin dall'inizio del suo regno, Amenhotep IV/Akhenaton impostò la sua azione politica sul ankh em maat, ovvero sul "vivere nella verità" o, meglio, nel "vivere secondo il giusto ordine delle cose" e non esisterà campo in cui il re non porterà il suo concetto, a partire dalla stessa lingua per cui quella scritta seguirà quella parlata. La stessa città di Akhetaton/Amarna costituisce quasi un catalogo delle sue concezioni.
In campo architettonico, anche in funzione della necessità di costruire in fretta la nuova capitale, si passò all'impiego di mattoni di dimensioni molto più piccole e maneggevoli degli immani blocchi di pietra delle precedenti, e successive, costruzioni. Il nome stesso assegnato spontaneamente a tali mattoni dagli operai moderni addetti agli scavi archeologici, che per primi li rinvennero, è sintomatico: talatat, con evidente riferimento al numero arabo tre (talata) ovvero i "tre palmi" delle ridotte dimensioni (circa 50 cm x 25 x 22). Tali mattoni, il cui impiego è attestato fin dai primi anni di regno anche a Tebe, avevano l'innegabile vantaggio di poter essere trasportati e posti in situ da una sola persona, con quale risparmio di tempo e mano d'opera è facile immaginare.

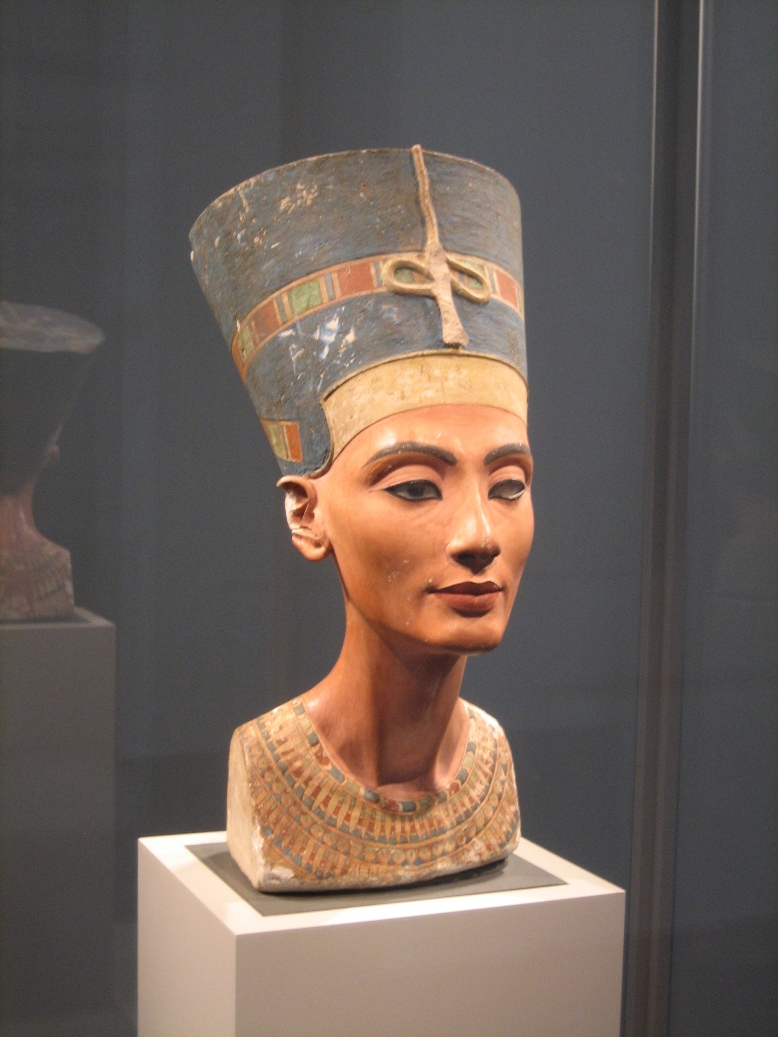
Busto di Nefertiti, Berlino, Staatliche Museen, Agyptisches Museum

Nel campo dell'arte egizia il periodo amarniano vide il prosperare di un realismo, unico nel panorama artistico antico egizio (tanto che si parlerà specificamente di arte amarniana), in cui alle forme consolidate dell'arte egizia (con immagini stereotipate dei re, sostanzialmente identiche nell'arco delle 30 dinastie), si sostituì una statuaria più attinente alla realtà con scene anche di vita intima quotidiana e con l'accentuazione addirittura dei difetti fisici dello stesso Akhenaton e della sposa regale Nefertiti. È bene tener presente, anche nella rappresentazione artistica, che la religione egizia precedente all'eresia atoniana prevedeva la costante presenza di trinità divine quali quella costituita da Osiride, Iside e Horus, oppure da Amon, Mut e Khonsu a Tebe; la concezione atoniana prevedeva ugualmente la presenza di una triade, ma questa era costituita dall'Aton, da Akhenaton e dalla regina Nefertiti che venivano identificati nella primeva trinità eliopolitana costituita, rispettivamente, da Atum, dio autogenerato, e dai suoi figli gemelli Shu, rappresentante l'aria, e Tefnut, rappresentante l'umidità. Con le sei figlie della coppia reale si ricostituiva, altresì, l'Enneade Eliopolitana, ovvero le nove divinità della creazione. Da tale concezione religiosa derivavano le stesse rappresentazioni scultoree e pittoriche giacché era normale che il re e la regina comparissero quasi sempre assieme e in formato paritetico, là ove, precedentemente e poi successivamente, la statura della rappresentazione indicava una ben precisa gerarchia. In alcuni casi si assiste addirittura a un'inversione delle altezze talché la regina Nefertiti, anche in funzione dell'alta corona che la caratterizza, viene rappresentata più alta dello sposo Akhenaton. Ogni rappresentazione della famiglia reale, è inoltre caratterizzata dalla presenza, in alto, del disco solare dotato di raggi che, in prossimità delle narici dei personaggi reali, presentano mani recanti il segno della vita ankh. Si assiste così, nella ritrattistica, a scene familiari decisamente impensabili in altri contesti storico/artistici egizi, con scambio di effusioni, abbracci e baci tra gli appartenenti alla famiglia reale e particolari che, contrariamente alla staticità precedente e successiva, presentano caratteri di movimento come, ad esempio, nastri posteriori delle corone indossate dal re e dalla regina, come mossi dal vento.

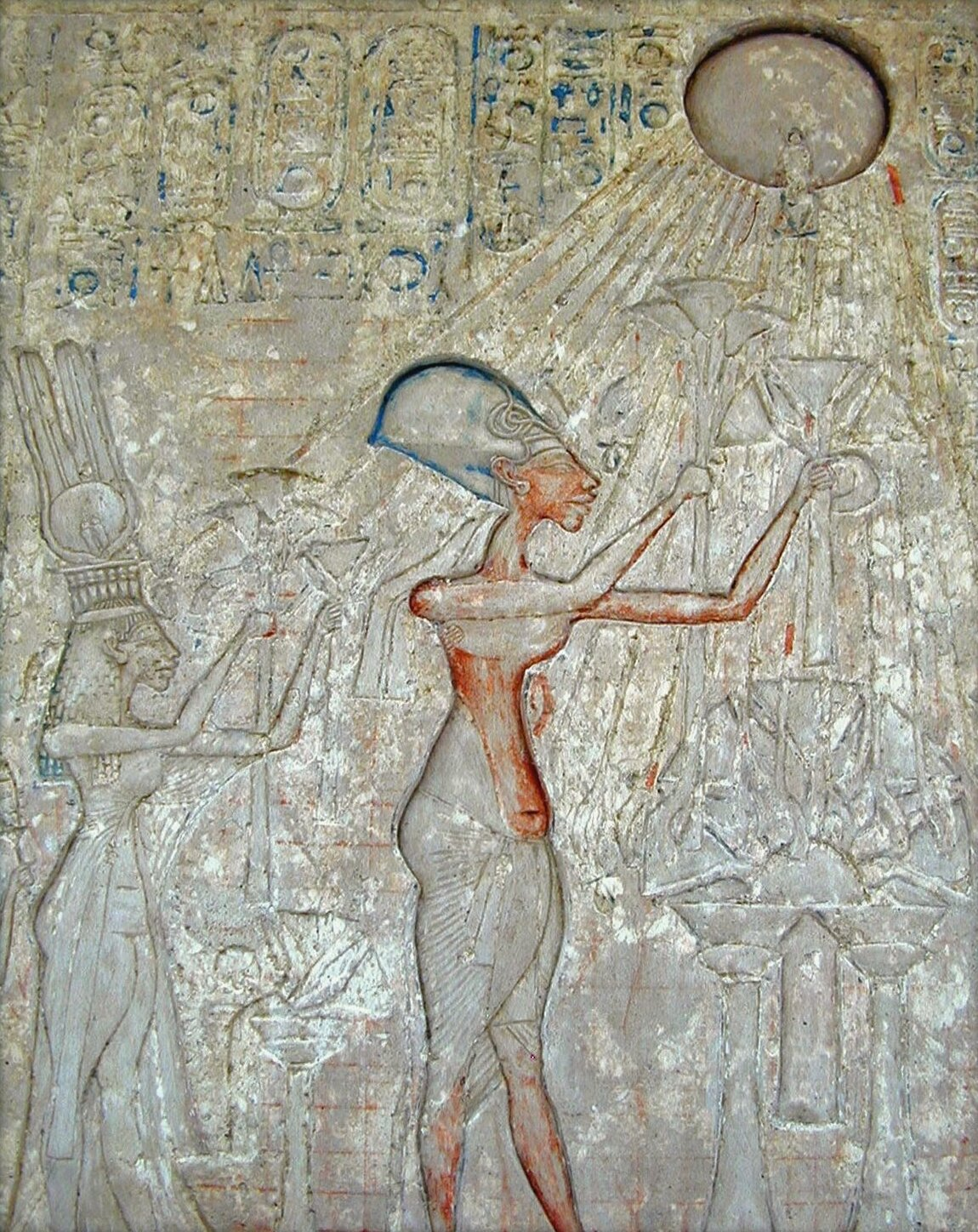
Rilievo con Akhenaton e Nefertiti adoranti Aton, Il Cairo, Museo Egizio
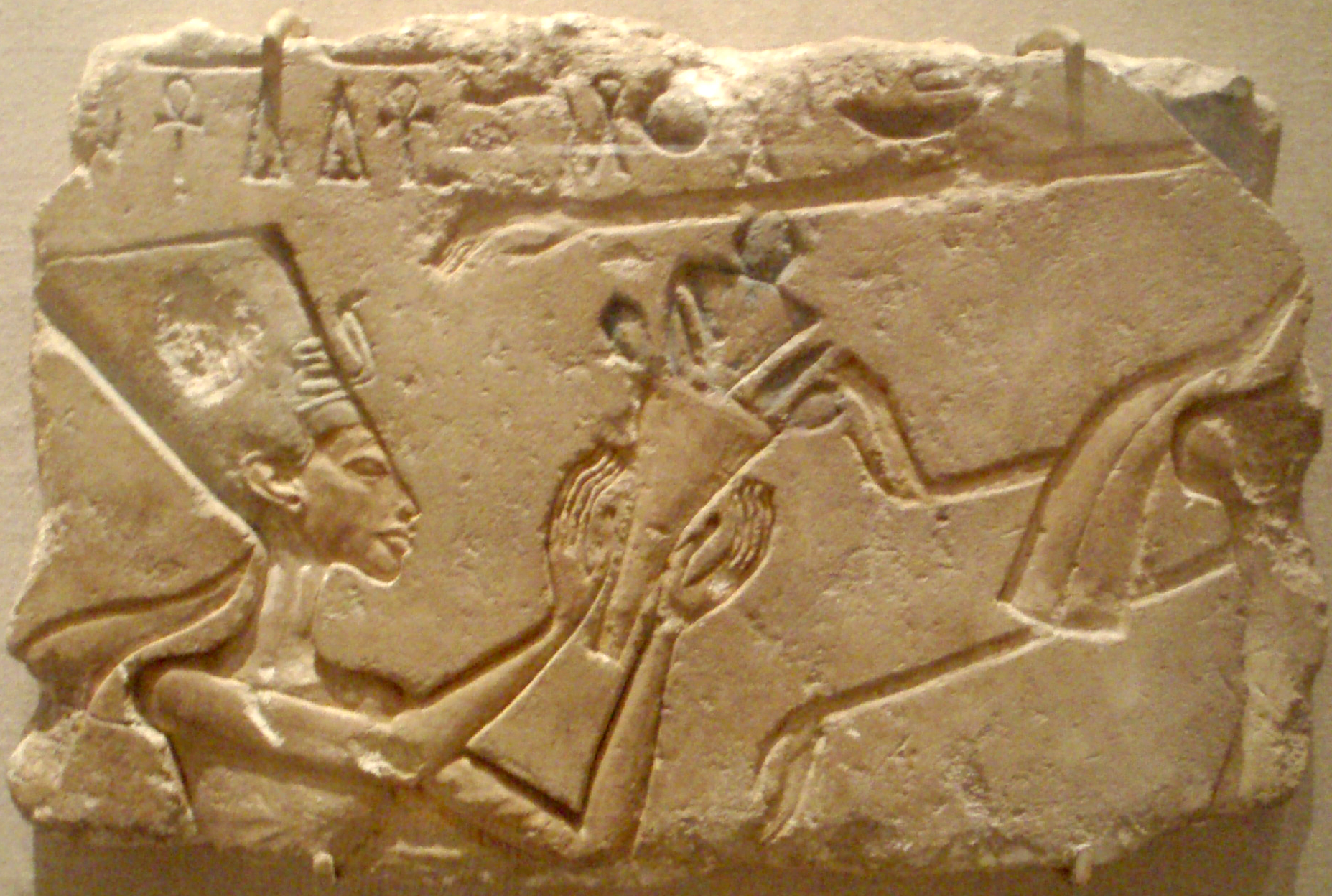
Talatat raffigurante Nefertiti adorante Aton, Brooklyn Museum
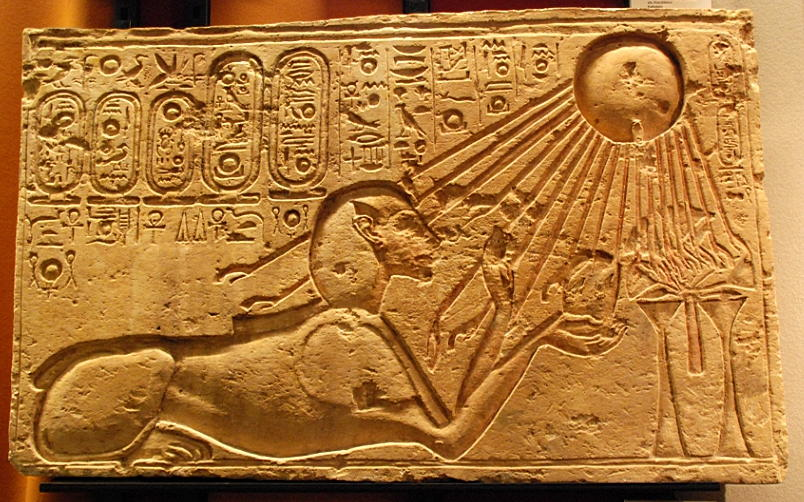
Akhenaton raffigurato come sfinge
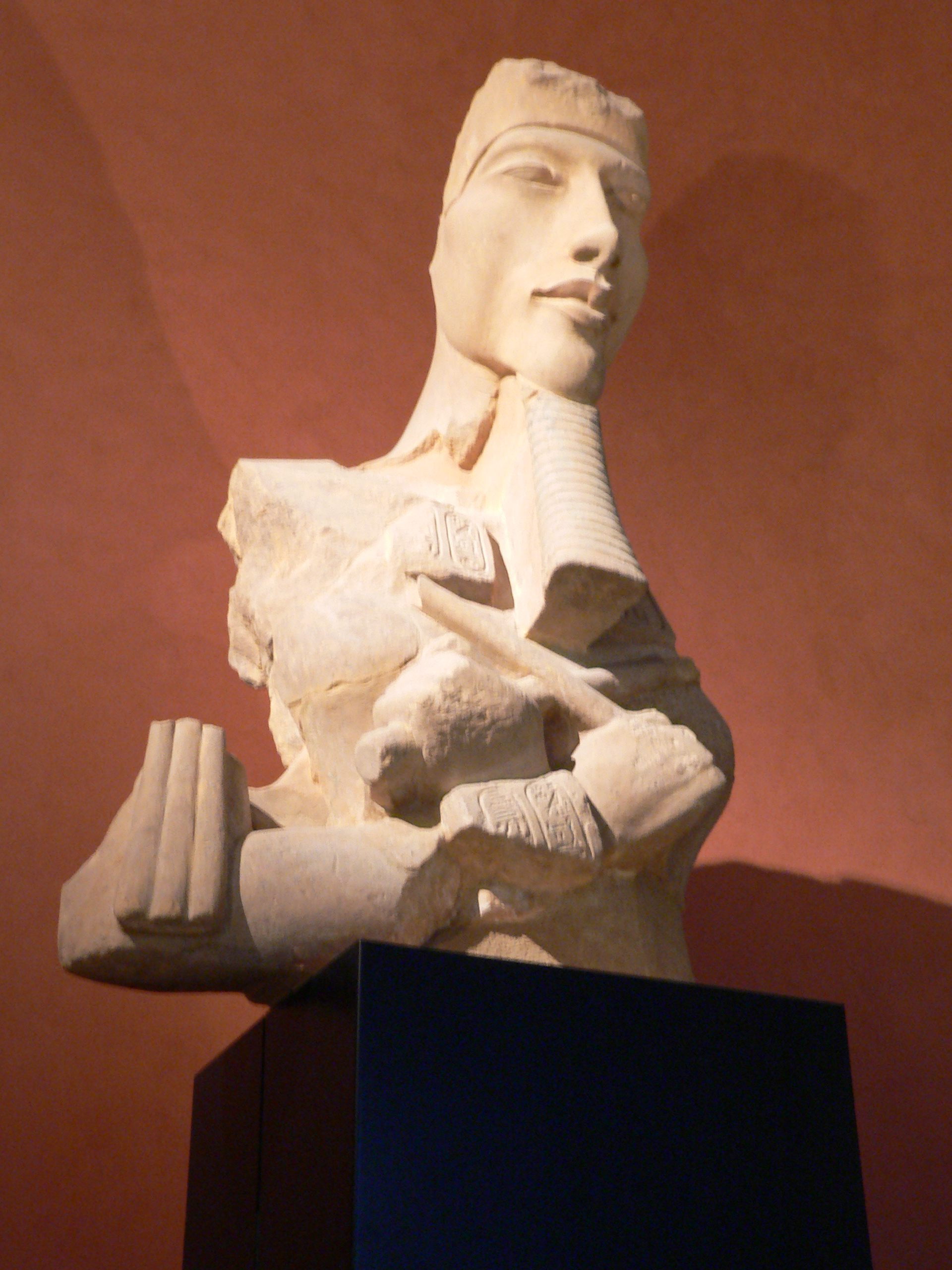
Busto di Akhenaton
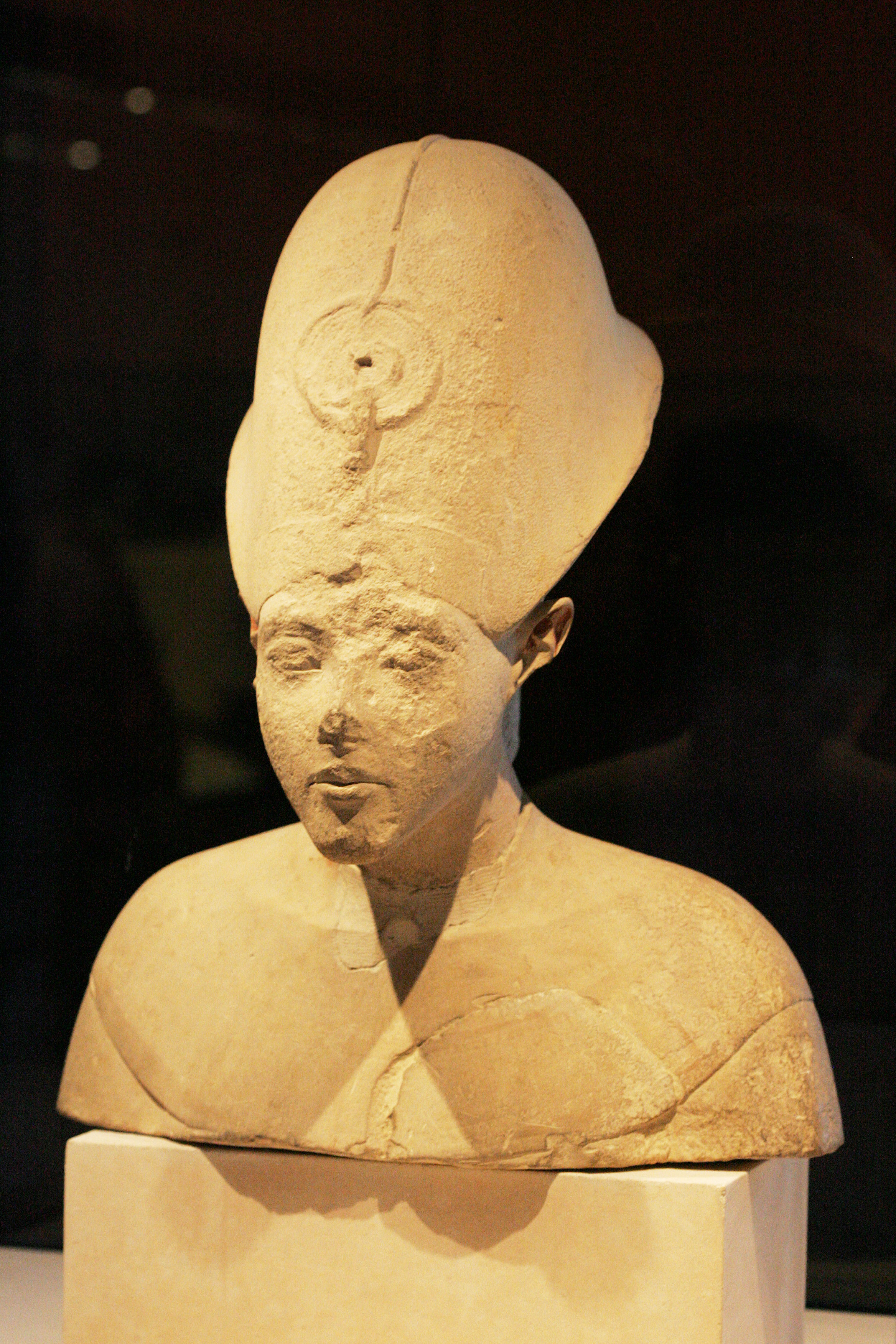
Akhenaton
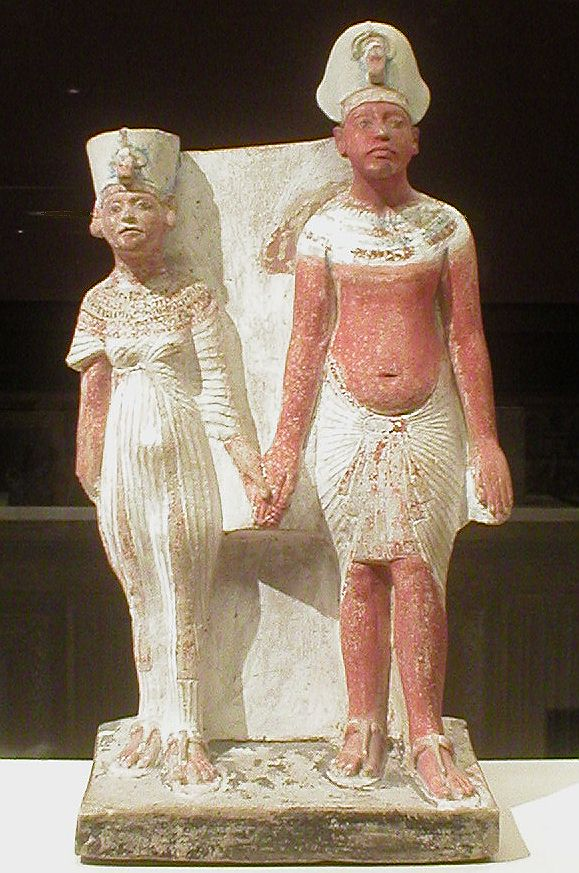
Akhenaton e Nefertiti
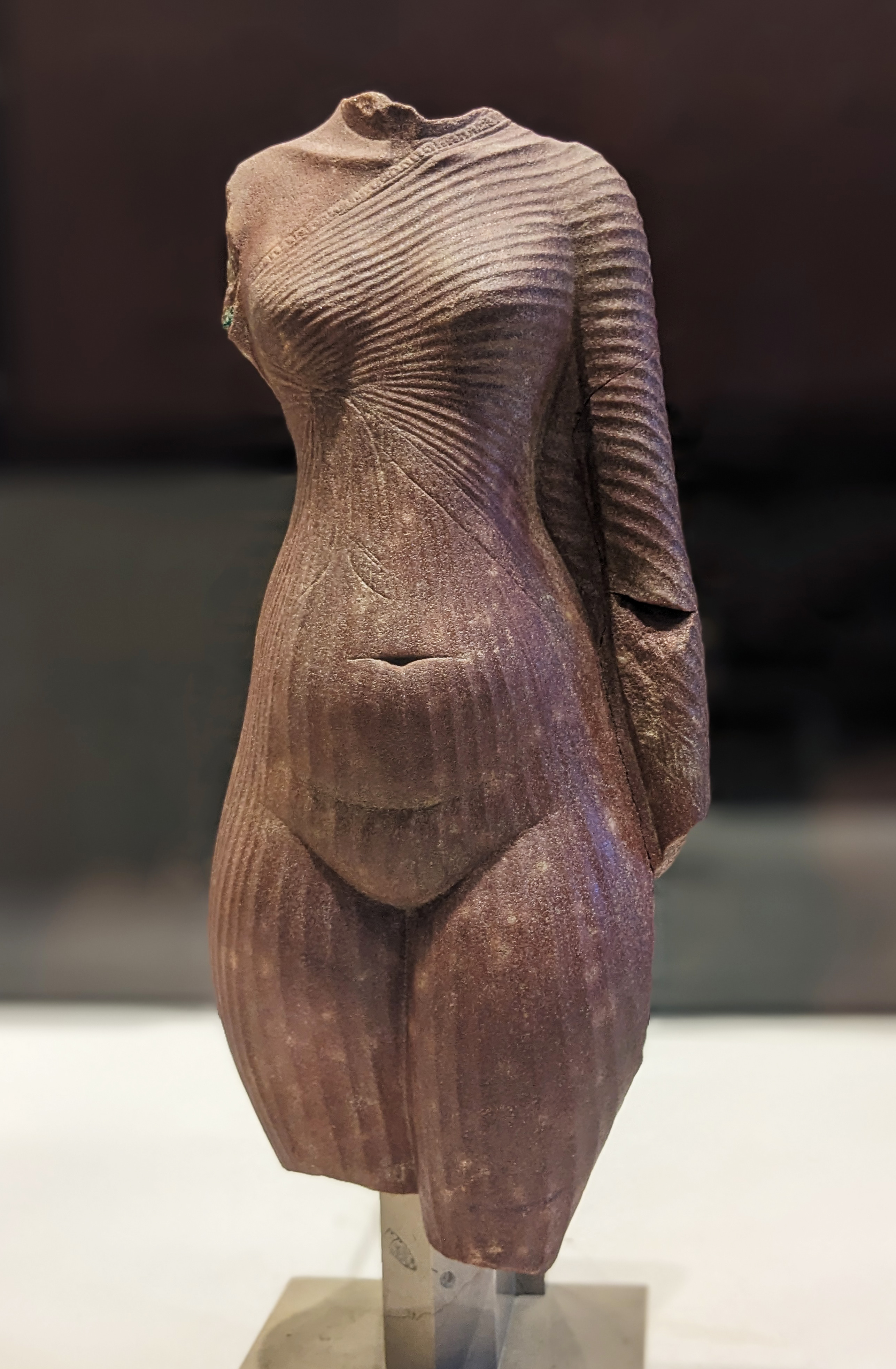
Torso di Nefertiti, Parigi, Museo del Louvre
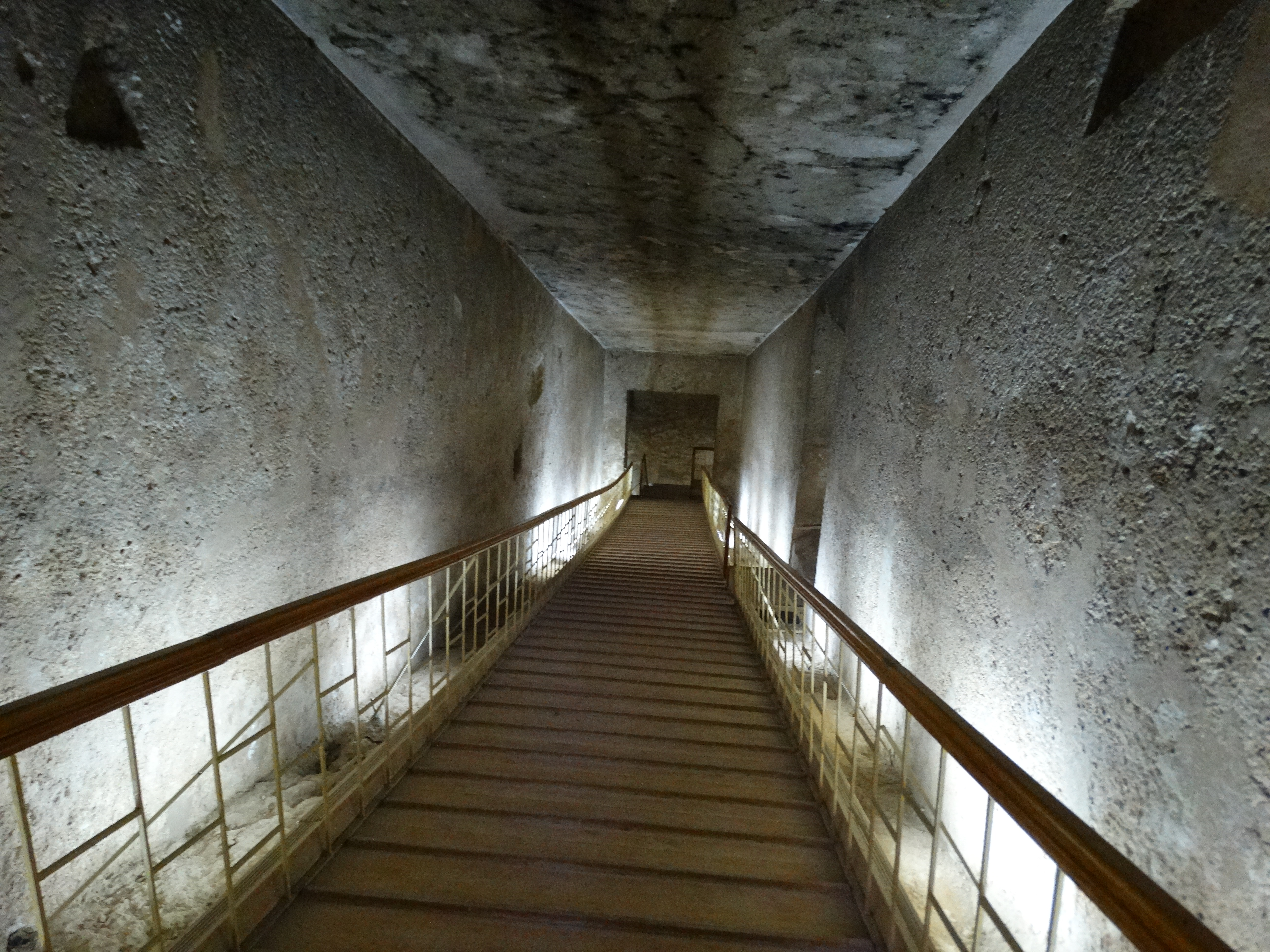
Ingresso alla tomba di Akhenaton ad Amarna
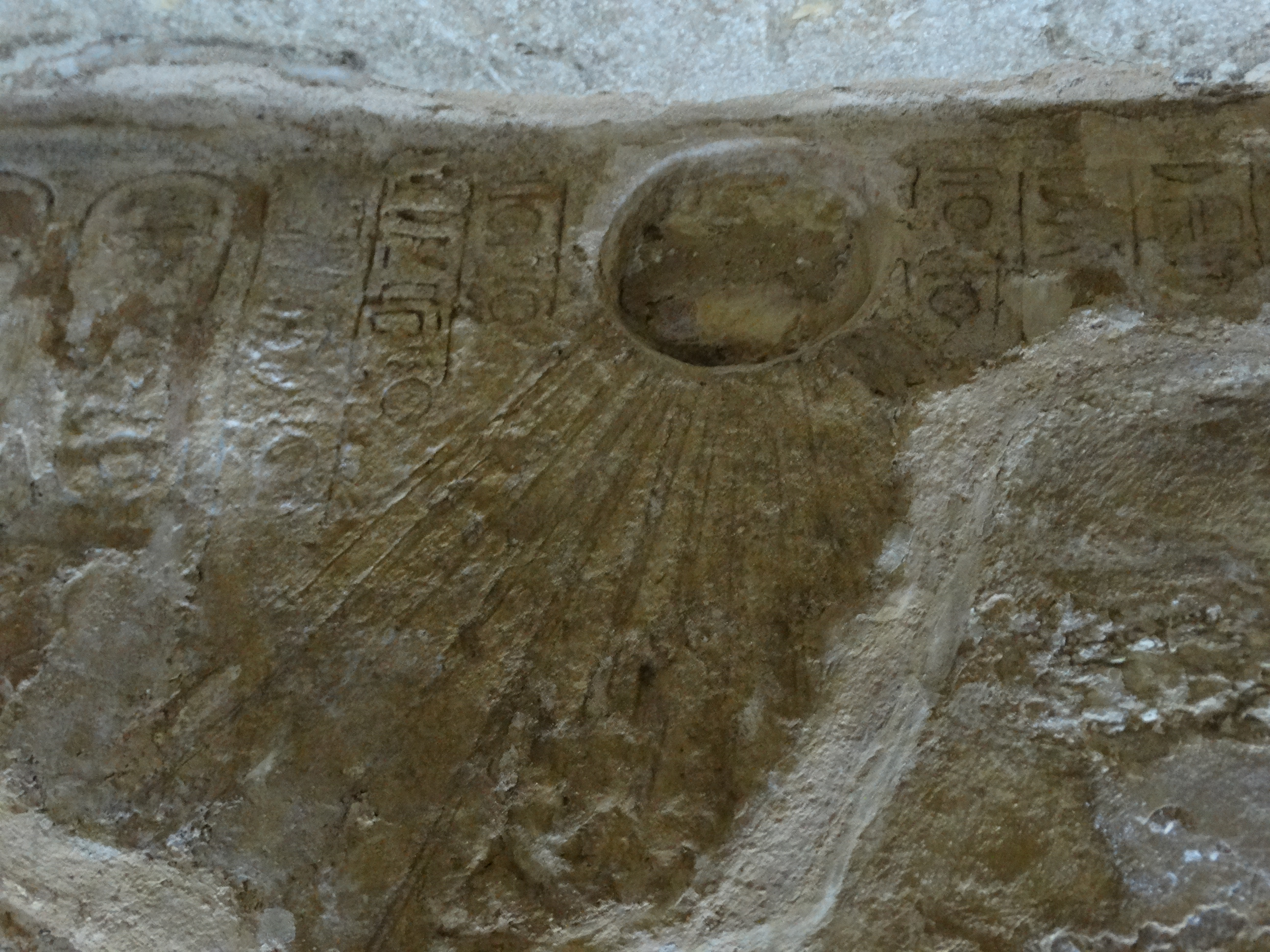
Bassorilievo raffigurante il sole nella tomba di Akhenaton

Analogamente rivoluzionaria fu la concezione templare. Le divinità precedenti al culto atoniano, infatti, risiedevano nel luogo più riposto del tempio, il naos, il sancta sanctorum, e i templi egizi si sviluppavano con la classica struttura "a cannocchiale": mentre il pavimento saliva verso il naos e il soffitto si abbassava, si assisteva al passaggio graduale dalla luce del cortile colonnato al buio della cella ove risiedeva la divinità. Il dio, si pensi ad Amon il nascosto, aveva generalmente forma antropomorfa o in parte tale ed era, in qualche modo, tangibile.
Non così Aton che era il globo solare il cui culto non poteva, perciò stesso, avvenire nei meandri bui del tempio. Nei templi precedenti la progressione vedeva (dall'avanti all'indietro) il pilone, la corte colonnata, la sala ipostila, il vestibolo e il naos con sempre minor luce. Ora il grande tempio di Aton ad Akhetaton (Tell el-Amarna) era invece il trionfo della luce. A un pilone che ricorda, anche in questo caso, il geroglifico akhet (e che, al contrario della struttura architettonica precedente, manca dell'architrave congiungente le due torri rastremate), ne segue un secondo che immette in quella che era la sala ipostila. Mentre precedentemente tale sala era buia, costituita da una selva di colonne che rappresentavano gli alberi della palude primordiale tra cui penetrava a stento la luce da finestrelle poste in alto, ora l'ipostila è scoperta al centro. Da questa si passa in una sequenza di quattro cortili, anch'essi scoperti, occupati da altari sacrificali. Seguono due altri cortili che costituiscono il santuario vero e proprio ove può accedere solo il clero e il sovrano, e solo qui, tuttavia pur sempre aperte alla luce, si trovano cappelle minori.

## Necropoli
Fin dall'inizio del suo regno, Amenhotep IV/Akhenaton aveva sperato di poter trasformare la stessa Tebe nell'"Orizzonte di Aton". Per tale motivo, seguendo la tradizione dei suoi predecessori della XVIII dinastia, aveva di certo iniziato a far predisporre la sua sepoltura nella Valle dei Re e, verosimilmente, nei pressi della tomba del padre Amenhotep III (KV22). Sulla base di posizionamento e metodi di scavo, si è oggi propensi a individuare tale sepoltura nella incompiuta KV25, ubicata nella West Valley, o nella vicina KV23 di Ay. La zona pianeggiante in cui sorge Amarna è circondata da alte falesie che superano talvolta l'altezza di 100 m, queste sono interrotte da wadi, ovvero dal letto di antichi fiumi; una di queste conduce, a circa 6 km dalla città, all'area in cui si trova la cosiddetta Tomba reale, termine tuttavia forse non aderente all'effettiva destinazione della tomba stessa. Le condizioni delle tombe di Amarna sono ormai misere, vuoi per il naturale trascorrere dei millenni, vuoi per interventi umani susseguitisi con l'occupazione dei locali come abitazioni o romitaggi di monaci copti; molto si deve, per la conoscenza delle sepolture, al lavoro dei primi esploratori tra cui Robert Hay, Nestor L'Hôte e Karl Richard Lepsius il quale fu, tuttavia, l'unico che fece pubblicare i suoi lavori.

### Uadi Reale
Tenendo fede al contenuto delle stele confinarie "di mai più sconfinare dalla città", Akhenaton fece preparare la sua tomba in un uadi, come una sorta di riproduzione in miniatura della Valle dei Re tebana, a circa 4 km dalla città, ma questa, all'atto della sua scoperta, risultò depredata così avvalorando il convincimento che il sovrano fosse stato sepolto o, più probabilmente, risepolto, in una tomba della Valle dei Re che venne individuata nella misteriosa KV55. La vita di Akhetaton durò, complessivamente, circa 30 anni e il suo abbandono iniziò nei primi anni di regno di Tutankhamon a cui potrebbe essere peraltro imputabile la traslazione del corpo di Akhenaton.
| Catalogazione            | Titolare                                                      | Titolo                                       | Necropoli             | Note |
| ------------------------ | ------------------------------------------------------------- | -------------------------------------------- | --------------------- | --- |
| TA26 (Tomb of Amarna 26) | Akhenaton                                                     | Faraone e famiglia                           | Tomba reale           | Unica decorata; la tomba avrebbe dovuto accogliere, verosimilmente, tutta la famiglia reale: Tiye, madre del re; Maketaton, figlia; Kiya, Sposa secondaria; forse Nefertiti |
| TA27                     | non noto forse prevista per un re (?) (si ipotizza Smenkhara) | non noto                                     | Necropoli meridionale | circa 500 m dalla Tomba reale; non ultimata, scavi interrotti dopo il primo corridoio; presenta una scala di accesso e uno scivolo per agevolare il trasporto del sarcofago. La presenza dello scivolo, e l'ampiezza della porta, pari a quella della tomba reale, ha fatto ipotizzare che si trattasse di una sepoltura a sua volta destinata a un re |
| TA28                     | Tori Mnevis (?)                                               | -                                            | Necropoli meridionale | circa 500 m dalla Tomba reale; tre locali |
| TA29                     | Neferneferura (?)                                             | principessa, figlia di Akhenaton e Nefertiti | Necropoli meridionale | circa 500 m dalla Tomba reale e circa 7 dalla AT28; non ultimata, scavi interrotti dopo il quarto corridoio; |
| TA30                     | non noto                                                      | non noto                                     | Necropoli meridionale | non ultimata; molto piccola. Si ipotizza potesse essere la tomba di un imbalsamatore |

### Le tombe dei nobili
Poco conosciute rispetto alle Tombe dei Nobili della Necropoli tebana, vuoi a causa della lontananza del sito rispetto ai centri maggiori, vuoi per il loro carattere poco attraente, con pareti grigie, spesso molto danneggiate, prive dei loro colori, non attirano di certo l'attenzione, ma sono tuttavia monumenti molto interessanti per la loro originalità e fondamentali per una corretta comprensione del periodo amarniano. Nonostante l'alto numero di popolazione calcolata (da 20 a 50 000 persone), sono note solo 50 tombe, di cui solo 24 recanti iscrizioni e nessuna, comunque ultimata; secondo recenti studi, inoltre, solo una delle tombe avrebbe effettivamente accolto il defunto per cui era stata realizzata. Quanto al numero davvero ridotto di sepolture, si ipotizza che il privilegio di creare una tomba nella città fosse concesso dallo stesso Akhenaton e che questi abbia perciò rilasciato poche autorizzazioni; i funzionari, inoltre, provenivano da altre località, Menfi o la stessa Tebe, ed è perciò ipotizzabile che avessero comunque preferito essere sepolti nei luoghi d'origine.
I primi studi sulle tombe amarniane si debbono a John Gardner Wilkinson, nel 1820, seguito da Robert Hay e Nestor L'Hôte che ne ricavarono molti disegni e copie di iscrizioni. Prima pubblicazione significativa sull'argomento fu quella di Karl Richard Lepsius del 1849; anche sui lavori dei predecessori, a causa dei molteplici danni nel frattempo intervenuti, si basò per la sua opera, considerata fondamentale sull'argomento, Norman de Garis Davies agli inizi del XX secolo. Le tombe dei nobili di Amarna sono ripartite in due aree, settentrionale e meridionale; l'area settentrionale, a nord-est della città nei pressi della stele V, ne ospita sei di cui due a nord di un wadi (TA1 e TA2) e quattro a sud del wadi (da TA3 a TA6). Sono scavate a circa 85 m di altezza nella falesia che circonda la valle e sono costituite da due sale in successione, con una nicchia per la statua del defunto al fondo della seconda sala; durante i millenni vennero usate come romitaggi da monaci cristiani copti e in un caso la tomba (TA6) venne trasformata in chiesa.

#### Area settentrionale
Scavate nella falesia, hanno accesso generalmente nella parete verticale e, perciò stesso, sono state poco soggette a interramenti, ma, essendo più facilmente accessibili, prescelte dai monaci copti come abitazioni.
| Catalogazione          | Titolare    | Titolo | Necropoli                            | Note |
| ---------------------- | ----------- | --- | ------------------------------------ | --- |
| TA1 (Tomb of Amarna 1) | Huya        | Sovrintendente dell'harem reale; Sovrintendente al Doppio Tesoro e Amministratore della casa della Grande Sposa Reale Tiye | Area settentrionale, a nord del wadi | planimetricamente si sviluppa con una sala rettangolare, in origine colonnata, da cui si accede ad una seconda sala con quattro colonne che termina in una cappella più interna dedicata al defunto     |
| TA2                    | Meryra (II) | Scriba reale, amministratore del Doppio Tesoro; Sovrintendente dell'harem reale della Grande Sposa reale [Nefertiti]; Comandante della barca menesh | Area settentrionale, a nord del wadi | planimetricamente, da un cortile esterno si accede ad una sala con due colonne da cui un breve corridoio immette in una sala trasversale al centro della quale si trova la cappella dedicata al defunto |
| TA3                    | Ahmose      | Vero Scriba del re; Portatore di flabello alla destra del re; Amministratore della casa di Akhenaton; Sovrintendente della Corte di Giustizia | Area settentrionale, a sud del wadi  | presenta planimetria a croce latina, con una sala longitudinale che immette in una sala trasversale da cui si accede a una sala più interna                                                             |
| TA4                    | Meryra (I)  | Sommo Sacerdote di Aton nella casa di Ra; Portatore di flabello alla destra del re; | Area settentrionale, a sud del wadi  | forse titolare di una tomba anche a Saqqara; tomba incompleta. Se fosse stata ultimata sarebbe stata la più grande della necropoli                                                                      |
| TA5                    | Penthu      | Scriba reale primo sotto il re; Primo servo di Aton nella magione di Aton in Akhetaton; Capo dei medici del Signore delle Due Terre; Ciambellano; Colui che può avvicinare la persona del re; Capo dei capi; Nobile di primo rango, unico tra i compagni | Area settentrionale, a sud del wadi  | presenta planimetria a croce latina, con una sala longitudinale che immette in una sala trasversale da cui si accede a una sala più interna                                                             |
| TA6                    | Paneshy     | Primo tra i Servi dell'Aton nella casa di Aton in Akhetaton; Secondo Profeta del Signore delle Due Terre Neferkheperura-waenra [Akhenaton]; Sovrintendente al doppio granaio dell'Aton in Akhetaton; Sovrintendente al bestiame di Aton                  | Area settentrionale, a sud del wadi  | trasformata in chiesa dai monaci cristiani copti che occuparono le tombe come romitaggi |

#### Area meridionale
L'area meridionale della necropoli dei nobili di Amarna ospita 19 tombe censite. Si trovano a sud e a est di Akhetaton e vennero scavate in una roccia di pessima qualità; al contrario delle tombe dell'area settentrionale, l'ingresso si trova, generalmente, al di sotto del piano e, per tale motivo, sono state (e sono tuttora) più facilmente interrate.
| Catalogazione          | Titolare                  | Titolo | Necropoli        | Note |
| ---------------------- | ------------------------- | --- | ---------------- | --- |
| TA7 (Tomb of Amarna 7) | Parennefer                | Artigiano reale, puro di mani; Sovrintendente di tutti gli artigiani del re; Sovrintendente di tutti i lavori del re nella casa di Aton; Primo degli amici che accompagna il Signore delle Due Terre in ogni luogo; Sovrintendente dei Profeti di tutti gli dei. | Area meridionale | un breve corridoio immette in una sala trasversale da cui si dipartono sale laterali; di Parennefer, è noto che sia stato l'unico di cui si abbia certezza che, iniziata la realizzazione della propria tomba nella Necropoli Tebana (TT188), abbia poi fatto realizzare la sepoltura anche ad Akhetaton |
| TA8                    | Tutu                      | Ciambellano; Primo servo di Neferkheperura-waenra [Akhenaton] nella casa di Aton in Akhetaton; Primo servo di Neferkheperura-waenra [Akhenaton] sulla barca wia; Sovrintendente di tutti gli artigiani del Signore delle Due Terre; Sovrintendente di tutti i lavori di Sua Maestà; Sovrintendente dell'argento e dell'oro del Signore delle Due Terre; Sovrintendente del tesoro di Aton in Akhetaton; Capo dei portavoce | Area meridionale | planimetricamente, un breve corridoio immette in una sala trasversale, con sale laterali, il cui soffitto era sorretto da dodici colonne; da questa si accede a una sala longitudinale |
| TA9                    | Mahu                      | Capo della polizia di Akhetaton | Area meridionale | planimetricamente una scala adduce a una sala trasversale da cui si passa a una sala longitudinale in cui si apre una scala che adduce a un appartamento sotterraneo |
| TA10                   | Ipy                       | Primo amministratore; Scriba reale; Sovrintendente del grande harem del faraone; Amministratore di Menfi | Area meridionale | forse titolare di una tomba anche a Saqqara; planimetricamente non ultimata, è costituita da una sala trasversale il cui soffitto sarebbe stato sorretto da quattro pilastri (incompiuti) |
| TA11                   | Ramose                    | Scriba reale; Amministratore di Nebmaatra [Amenhotep III]; Scriba delle reclute; Generale del Signore delle Due Terre | Area meridionale | planimetricamente un corridoio immette in una sala trasversale in cui si apre una nicchia contenente due statue |
| TA12                   | Nakhtpaaten               | Principe; Visir | Area meridionale | incompiuta e solo parzialmente scavata una sala |
| TA13                   | Nefer-khepru-her-sekheper | Sindaco di Akhetaton | Area meridionale | planimetricamente, un corridoio immette in una sala trasversale con soffitto retto da sei colonne; una scala immette in una sala sotterranea |
| TA14                   | Maya                      | Generale del Signore delle Due Terre; Sovrintendente della casa della pacificazione di Aton (?); Amministratore di Waenra [Akhenaton] in Eliopoli; Sovrintendente di tutti i lavori del re; Scriba reale; Scriba delle reclute; Sovrintendente del bestiame del tempio di Ra a Eliopoli | Area meridionale | planimetricamente, un corridoio immette in una sala rettangolare, incompleta, il cui soffitto sarebbe stato sorretto, a lavori ultimati, da dodici colonne |
| TA15                   | Suty                      | Portatore di stendardo della guardia personale di Neferkheperura-waenra [Akhenaton] | Area meridionale | planimetricamente, un corridoio immette in una sala trasversale da cui si accede a una sala rettangolare incompleta con soffitto retto da 6 colonne |
| TA16                   | non noto                  | non noto | Area meridionale | benché non finita, è presente una sala trasversale con dodici colonne che presenta fregi quasi completamente ultimati; una scala contorta porta a una sala sotterranea |
| TA17                   | non noto                  | non noto | Area meridionale | descritta da Davies come insignificante, si presenta, planimetricamente, come una semplice sala trasversale |
| TA18                   | non noto                  | non noto | Area meridionale | solo la facciata ultimata e, planimetricamente, un accenno di sala; Davies segnala un geroglifico su uno stipite della porta, comunque illeggibile |
| TA19                   | Setau                     | Sovrintendente al doppio tesoro del Signore delle Due Terre | Area meridionale | incompleta; presenta planimetricamente solo una sala longitudinale |
| TA20                   | non noto                  | non noto | Area meridionale | planimetricamente, un corridoio immette in una sala trasversale da cui un secondo corridoio immette in una seconda sala pure trasversale; l'architrave di ingresso reca la rappresentazione della famiglia reale in adorazione dell'Aton; Akhenaton indossa la corona azzurra (khepresh) |
| TA21                   | non noto                  | non noto | Area meridionale | incompleta; planimetricamente si sarebbe sviluppata con una sala rettangolare e il suo soffitto sarebbe stato retto, per quel che è dato di intuire dalle tracce di lavorazione, da almeno sei colonne |
| TA22                   | non noto                  | non noto | Area meridionale | incompleta; planimetricamente un corridoio immette in una sala trasversale il cui soffitto, una volta ultimate, sarebbe stato retto da almeno quattro colonne; l'architrave di ingresso recava la rappresentazione della famiglia reale in adorazione dell'Aton; Akhenaton indossa la corona azzurra (khepresh), Nefertiti la corona tronco conica tipica; la coppia è seguita da tre principesse, verosimilmente Merytaton, Maketaton e Ankhesepaaton; dietro le principesse la sorella della regina, Mutnodjemet |
| TA23                   | Any                       | Scriba Reale; Scriba delle offerte del Signore delle Due Terre; Scriba delle offerte ad Aton; Amministratore della casa di Aakheperura [Amenhotep II] | Area meridionale | [ 78 ] |
| TA24                   | Paatenemeb                | Scriba Reale; Sovrintendente e Amministratore dei lavori in Akhetaton; Generale del Signore delle Due Terre | Area meridionale | planimetricamente un corridoio immette in una sala trasversale solo abbozzata |
| TA25                   | Ay                        | Padre del dio; Sovrintendente a tutti i cavalli del Signore delle Due Terre; Comandante degli arcieri; Portatore di flabello alla destra del re; Scriba reale | Area meridionale | incompleta; planimetricamente un corridoio immette in una sala trasversale il cui soffitto, una volta ultimato, sarebbe stato sorretto da almeno ventiquattro colonne (sono presenti quindici colonne, di cui solo quattro ultimate); il titolare, Ay,diverrà faraone, sarà il successore di Tutankhamon e sarà l'ultimo re della XVIII dinastia |

Nella zona esistono, peraltro, censite da Norman de Garis Davies, piccole tombe di minore importanza, vuoi perché appena abbozzate, vuoi perché il titolare è sconosciuto o perché presentano poche o nulle particolarità archeologicamente rilevanti; così, nei pressi della tombaTA1 di Huya, esistono le tombe TA1a e TA1b di sconosciuti; accanto alla TA3 di Ahmose, si trovano tombe minori classificate con le sigle 3a, 3b, 3c, 3d, 3e, 3f, tutte accreditabili a sconosciuti; nei pressi della TA6, le 6a, 6b, 6c, anche in questo caso di sconosciuti; esistono, inoltre, le 7a, 7b, 7c nei pressi della TA7 di Parennefer, nonché le 9a, 9b e 9c nelle immediate vicinanze della TA9, di Mahu. Esistono, infine, una TA24a, nei pressi della TA24 di Paatenemab, e TA25a, nelle adiacenze della TA25 di Ay.

#### Gli altari nel deserto
A est della città, nell'area desertica, si preservano alcune costruzioni site nei pressi degli antichi incroci dei percorsi, ancora individuabili sul terreno, forse percorse dalle truppe dedicate alla sicurezza della città da eventuali incursioni provenienti dal deserto, o al servizio di polizia sulle aree sepolcrali. A breve distanza dall'area settentrionale si trovano tre altari in mattoni crudi risalenti all'anno XII di regno; è stato ipotizzato che facessero riferimento al ricevimento di tributi stranieri e che fossero dedicati alle sepolture reali. Si tratta di altari quadrati, con rampe di scale in numero di due o quattro, una per lato.

#### Il villaggio operaio
Tra le costruzioni ancora riconoscibili nell'area desertica, merita particolare menzione, dal punto di vista storico-architettonico, il cosiddetto Villaggio degli operai che ospitava gli artigiani e gli operai che avevano contribuito a edificare, e a manutenere, la città di Akhetaton, nonché le necropoli.
Si tratta, dal punto di vista urbanistico, di un quadrato di circa 70 m di lato, circondato da un muro, che ospitava 64 piccole abitazioni, tutte uguali, disposte su cinque strade. Nell'angolo sud-est una abitazione più grande delle altre era, verosimilmente, quella del sovrintendente.

## Le lettere di Amarna

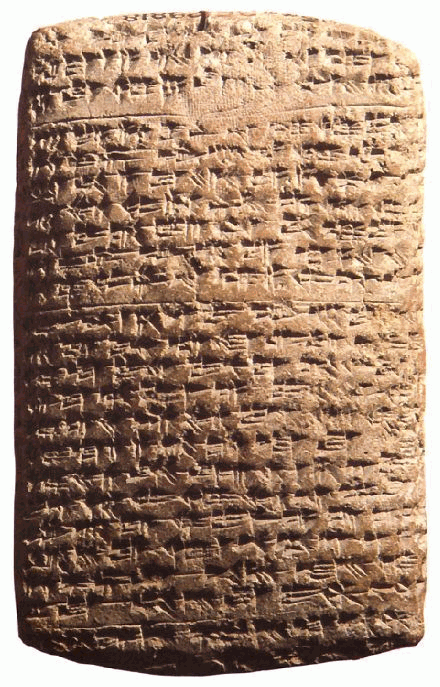
Tavoletta con scrittura cuneiforme

Risale al 1887 il ritrovamento tra le rovine della città, da parte di contadini in cerca di combustibile, di un rilevante numero (circa 300) di tavolette in argilla ricoperte da scrittura cuneiforme. Le tavolette vennero messe in vendita al Cairo l'anno successivo e il British Museum ne acquistò una minima parte mentre la parte maggiore andò al Ägyptisches Museum und Papyrussammlung di Berlino.
Successivamente delle tavolette, e del luogo di ritrovamento, si persero le tracce fino a che cominciarono a ricomparire, nuovamente sul mercato clandestino, tavolette e frammenti. Solo nel 1891 Flinders Petrie e John Pendlebury, nel corso di una campagna di scavo, rinvennero altri documenti del medesimo tipo in quella che venne identificata come "la casa della corrispondenza del faraone, vita, prosperità e salute", verosimilmente l'archivio o forse uno degli archivi della città. Questa volta i reperti vennero organicamente catalogati presso il Museo egizio del Cairo ove ancor oggi si trovano. Il complesso di tali tavolette è oggi noto come "lettere di Amarna"; purtroppo i bordi, particolarmente fragili ed esposti agli urti, ove venivano normalmente riportate le notizie essenziali quali il destinatario o il mittente, si sono nei millenni sbriciolati ed è perciò impossibile, nella maggior parte dei casi, risalire a tali essenziali informazioni. Altra problematica è data dalla impossibilità di individuare il re sotto cui i singoli atti vennero redatti e ciò perché gli scribi, non avendo un punto comune di partenza, erano soliti datare gli atti, e in genere ogni indicazione cronologica, con l'anno di regno del sovrano in carica.
Il corpus delle lettere di Amarna è stato suddiviso in due parti, a seconda dei mittenti o dei destinatari delle missive: quelle provenienti, o destinate, a sovrani indipendenti, o comunque di pari livello del faraone, sono note come lettere dei "grandi re"; rientrano invece tra le lettere dei "piccoli re" quelle provenienti da regnanti vassalli dell'Egitto o comunque in posizione di sudditanza rispetto al faraone.
Ancora aperta è, inoltre, la diatriba su cosa rappresentino effettivamente le tavolette di Amarna: se si tratti, cioè, di documenti dimenticati all'atto dell'abbandono degli archivi, o se siano, invece, vecchie lettere ormai inutili o, ancora, minute di lettere successivamente trascritte. Trattandosi di documenti in cuneiforme, peraltro, giacché la corrispondenza diplomatica avveniva, in quel periodo, in accadico, potrebbe anche trattarsi di documenti originali divenuti inutili perché già tradotti per i fini della Corte. Un'altra corrente di pensiero ipotizza che si tratti, in realtà, di corrispondenza ricevuta durante la permanenza della famiglia reale ad Akhetaton ma, in tal caso, si dovrebbe supporre che Amenhotep III, padre di Akhenaton, fosse ancora vivo e residente ad Akhetaton. Sono, infatti, stati individuati, quali destinatari di alcuni documenti: Amenhotep III, Akhenaton, Tiye, Tutankhamon.
Di certo le lettere di Tell el-Amarna sono sintomatiche di uno sviluppo solido del traffico internazionale nonché dell'importanza delle trattative matrimoniali a fini politici.
In relazione a quest'ultima fattispecie, in particolare, sono accertate le seguenti situazioni:
- il re cassita Burna-Buriaš II invia una sua figlia quale sposa di Amenofi III;
- ugualmente il re di Mitanni Shuttarna II;
- il re di Mitanni Tushratta invia, quale sposa di Amenofi III, la principessa Tadu-Kheba[88] (Tadu'heba o Tadukipa), in cui alcuni vorrebbero individuare la stessa Nefertiti.

Anche i rapporti internazionali sono attestati nelle tavolette amarniane: Babilonia, i Cassiti, l'Assiria, Mitanni, gli Ittiti, i regni di Arzawa e Alasiya (quest'ultimo individuato, forse, nell'odierna Cipro).
Si può, così, grazie alla corrispondenza di piccoli re locali o dei funzionari egiziani all'estero, ricostruire l'organizzazione politica estera egizia; fondamentalmente il sistema politico locale, basato su piccoli regni autonomi sotto il protettorato egizio restava intatto.
I piccoli re siro-palestinesi erano legati al sovrano egizio da un semplice giuramento di fedeltà mentre un controllo più diretto avviene attraverso la suddivisione in tre province: Amurru (sulla costa fenicio-libanese); Ube (all'interno della Siria), Canaan (ovvero la Palestina).
In tre città principali di questi territori risiedevano i funzionari egizi, e le relative forze militari, incaricati della sorveglianza sui regnanti locali e della raccolta dei tributi, nonché responsabili dei necessari interventi diretti nelle lotte che potevano insorgere tra le realtà locali.
Una delle tavolette amarniane appare particolarmente interessante: un re palestinese, infatti, chiede aiuto al sovrano egizio contro gli Habiru che stanno invadendo alcune città cananee.
Habiru, o anche Apiru, è un nome già comparso precedentemente nella storia egizia: sotto Thutmose III sono indicati come "vignaioli" e Amenhotep II dichiarò di averne catturati 3 600 durante una battaglia con Mitanni, nel caso della tavoletta amarniana, si tratta di fuoriusciti egizi che tentano di stanzializzarsi o di rientrare in Egitto.
Alcuni vedono negli Apiru, o Khabiru, gli Ebrei giunti nel territorio egizio come nomadi, poi stanzializzati. Altri ritengono di poter individuare con tale nome non un popolo, bensì una sorta di classe sociale, quella, appunto, degli immigrati o dei rifugiati, privi, cioè, di una connotazione etnica unica e di un proprio territorio.

## Cronologia essenziale della scoperta di Tell el-Amarna
- 1714: Claude Sicard, per la prima volta, descrive una stele confinaria di Akhetaton;
- 1798: gli scienziati della spedizione napoleonica in Egitto realizzano la prima planimetria di Tell el-Amarna che sarà pubblicata nella Description de l'Egypte;
- 1833: una spedizione guidata da Robert Hay visita la località, scoprendo alcune delle tombe della necropoli, e ne ricopiano i rilievi;
- 1843: la spedizione prussiana capeggiata da Karl Richard Lepsius visita le rovine della città e ne traccia una planimetria;
- 1883 – 1893: inizia una fase esplorativa di tombe private e della tomba reale;
- 1887: una contadina, alla ricerca di combustibile, rinviene 300 tavolette coperte di scrittura cuneiforme. Una minima parte viene acquistata dal British Museum mentre la maggior parte viene acquisita dall'Ägyptisches Museum di Berlino;
- 1891: Flinders Petrie inizia lo scavo del tempio di Aton, del palazzo reale – compresa l'area "privata" del re - e rinviene un consistente numero di tavolette di argilla degli archivi reali;
- 1904-1914: l'area di Tell el-Amarna viene data in concessione alla Deutsche OrientGesellshaft;
- 1905: Norman de Garis Davies pubblica disegni e fotografie di tombe private e delle stele confinarie;
- 1912: il 25 novembre, nel quartiere sud, l'archeologo Ludwig Borchardt, capo del Deutsche OrientGesellshaft, scopre l'atelier di uno scultore; su un frammento di vaso forse il nome dell'artista: Thutmose. Sarà questo l'unico riferimento a tale nome che, però, verrà universalmente riconosciuto come l'autore del busto della regina Nefertiti che verrà rinvenuto tra il 6 e 7 dicembre 1912 nella cosiddetta sala del modellamento;
- 1914: la prima guerra mondiale interrompe i lavori di scavo;
- 1921-1936: la Egypt Exploration Society riprende gli scavi ad Amarna sotto la direzione di Leonard Woolley e John Pendelbury, prosegue e completa lo scavo ponendo particolare attenzione alle struttura reali e religiose; viene individuato il "villaggio degli artigiani";
- anni sessanta: la Egyptian Antiquities Organization intraprende scavi nell'area amarniana;
- 1977: da tale data l'area è in concessione all'Università di Cambridge sotto la direzione di Barry Kemp.

### Annotazioni
1. ↑  Uno dei più famosi, collegato peraltro alla ricerca archeologica italiana, è Tell Mardikh, meglio conosciuto con il nome dell'antica città di Ebla (scoperta in Siria nel 1964, i cui scavi sono attualmente interrotti a causa del conflitto siriano in atto dal 2011, dalla missione italiana diretta da Paolo Matthiae).
2. ↑  L'esploratore danese Frederic Louis Norden (1708-1742), che visitò l'Egitto tra il 1737 e il 1738 per ordine del re Cristiano VII di Danimarca, registra nei suoi appunti il nome della tribù dei Bene Amren, o Omarne, che comprende "sotto questo nome un esteso numero di aree in cui sono situati quattro villaggi tra loro molto vicini". Né Norden, né Edme François Jomard, che pure visitò l'area, fanno menzione alcuna, nei loro scritti, dell'esistenza delle tombe. Primo visitatore moderno, nel 1824, fu John Gardner Wilkinson che menzionò, tuttavia, le sole tombe dell'area settentrionale giacché, molto verosimilmente, quelle meridionali erano all'epoca totalmente ricoperte dalla sabbia.
3. ↑  John Gardner Wilkinson in un suo testo del 1835 fuse il nome del villaggio di Et-Till, o El-Till, con quello di Amarna che indicava l'intero distretto; dopo la scoperta delle tavolette di Amarna, nel 1888, e conseguentemente alla diffusione della notizia, il nome Tell-el-Amarna venne giornalisticamente acquisito e successivamente normalmente usato.
4. ↑  Il toponimo Akhetaton, o simile, venne originariamente assegnato alla stessa Tebe, come desumibile da un'iscrizione su una sedia del corredo funebre di un tale Nakhy che, a Tebe, indica se stesso come "servo del Luogo della Verità a occidente di Akhetenaton (sic)". Quanto al "Luogo della Verità", ovvero Set-Maat, era uno dei nomi con cui era noto il villaggio operaio di Deir el-Medina nei pressi della Valle dei Re. Il villaggio era anche noto come Pa-demi, ovvero, semplicemente, "il villaggio". Trattandosi della sede del tempio del maggior antagonista di Aton, ovvero Amon, e del suo potente clero, è verosimile che tale dizione non sia stata accettata, o addirittura rifiutata, prima dello spostamento della capitale.
5. ↑  John Pendlebury (1904-1941), militare e archeologo britannico.
6. ↑  Alcune scene parietali del palazzo, in cui era ritratta Kiya, risultano alterate e il nome sostituito con quello della figlia di Akhenaton, Merytaton.
7. ↑  Scoperte da Flinders Petrie nel 1891, vennero successivamente distrutte dalle popolazioni locali che vedevano limitate le proprie possibilità di coltivazione dagli scavi archeologici.
8. ↑  L'esistenza di ampi e molto assolati cortili è confermato proprio dalle lamentele rivolte ai propri governanti da alcuni degli inviati e degli ambasciatori che frequentavano il Palazzo: "Perché i messaggeri devono restare costantemente fuori, nel sole e morire nel sole? Se stare sotto il sole porta vantaggio [al faraone] allora che si lascino [i messaggeri] fuori nel sole e li si lasci morire sotto al sole, ma che ci sia profitto per lui [il faraone]".
9. ↑  Nel corso dei millenni i mattoni che costituivano le strutture del tempio sono state sottratti e oggi solo le fondamenta stanno a indicare la traccia del tempio sul terreno.
10. ↑  Qui si trovavano le case dei preti Paneshy e Pawah, ma anche del visir Nakhte e del generale Ramose nonché, forse la più famosa di tutte, l'abitazione-laboratorio dello scultore Thutmose (casa P47.1-3) tra le cui rovine l'archeologo tedesco Ludwig Borchardt rinvenne nel dicembre 1912, tra l'altro, il busto della regina Nefertiti, oggi al Ägyptisches Museum und Papyrussammlung.
11. ↑  L'archeologo inglese John Pendlebury riteneva che ad Akhetaton esistesse una comunità greco-micenea e denominò la strada in cui si trova la T.36.36 "Strada greca", e l'abitazione "Casa Micenea", a causa di un piccolo deposito di ceramiche micenee qui rinvenute. L'archeologo avvalorò la sua tesi con presunte influenze micenee nella stessa architettura della casa e nel rinvenimento di un pezzo di calice di fattura micenea. È bene tener presente che tale ipotesi non viene universalmente accettata in ambito archeologico-scientifico.
12. ↑  Oggi al Ny Carlsberg Glyptotek di Copenaghen, cat. A.I.N. 1640.
13. ↑  Oggi al Ägyptisches Museum und Papyrussammlung di Berlino, cat. 21690.
14. ↑  Verranno qui inoltre rinvenuti: modelli di teste di principessa, maschera e busto di Akhenaton, una testa in granito di Nefertiti (Museo egizio di Berlino, cat. 21358), teste in arenaria di una principessa e di Nefertiti (Museo di Berlino, cat. 21223 e 21245); teste di Amenhotep III e Akhenaton (Berlino, cat. 21299 e 21348); cinque visi non identificati (Berlino, cat. 21356, 21350,21264, 21262, 21239); due volti maschili (Berlino, cat. 21359 e 21228) e altre piccole statue e frammenti di sculture.
15. ↑  Oggi al Museo egizio del Cairo).
16. ↑  Oggi al Museo di Berlino (cat. 21835).
17. ↑  Oggi al Ny Carlsberg Glyptotek di Copenaghen (cat. A.I.N. 1587).
18. ↑  Oggi al Museo di Berlino (cat. 20375).
19. ↑  Oggi al Museo di Berlino (cat. 20716).
20. ↑  Oggi al Museo di Berlino (cat. 21364).
21. ↑  Quest'ultima oggi al Museo di Berlino (cat. 20496).
22. ↑  Oggi al Museo di Berlino (cat. 22264).
23. ↑  La statua del re è oggi all'Ashmolean Museum di Oxford; la statua della regina al British Museum.
24. ↑  La sequenza venne stabilita da Flinders Petrie, nel 1891, lasciando libere alcune posizioni per consentire di inserire eventuali scoperte future ipotizzando, per interpolazione, i luoghi in cui più verosimilmente avrebbero potuto essere state posizionate altre stele.
25. ↑  Le stele, nel testo ripetitive, retoriche e pompose, prevedevano, nella parte principale, con modifiche relative ai periodi in cui furono erette e con variazioni minime tra di esse, un'introduzione con i titoli del re e della divinità, che recita: "In questo giorno [...] quando il re era in Akhetaton, la sua Maestà apparve su un grande carro di elettro, come Aton quando sorge all'orizzonte e riempie la terra con l'amore e la piacevolezza di Aton. Egli si incamminò sulla buona strada verso Akhetaton, il luogo del suo primevo evento, che Egli [Aton] scelse per comparire ogni giorno, e che suo figlio Waenra [Akhenaton] ha costruito per lui..."
26. ↑  Prima stele del lato occidentale scoperta nel 1714 dal viaggiatore, gesuita, Padre Claude Sicard.La stele era affiancata da statue riportate in un disegno della spedizione di Robert Hay nel 1827, ma che già non erano più esistenti nel 1908, come risulta dalle tavole XXXIV e XLIII di Norman de Garis Davies.
27. ↑  Molto rovinata già all'atto della scoperta, non è noto l'anno di realizzazione e normalmente, proprio a causa della scarsità delle notizia ricavabili, non inserita nell'elenco delle stele che vengono spesso indicate in numero di 14 e non 15.
28. ↑  Non più esistente; nel 1908 Norman de Garis Davies riporta, genericamente, che i copti, credendo che la stele fosse in realtà una porta per accedere a una camera del tesoro nascosta, la fecero saltare con la dinamite.
29. ↑  Alcuni pezzi della stele R vennero acquistati, negli anni '40 del '900, dal Museo del Louvre.La stele era affiancata da due statue di Akhenaton e Nefertiti di cui, però, non resta traccia dopo i maldestri, illegali, tentativi di asportazione.
30. ↑  Nel 1908 Norman de Garis Davies la indicò come la meglio conservata poiché ricavata in una vena di calcare "dura come l'alabastro". Successivamente, tuttavia, la stele venne ugualmente aggredita da cercatori di tesori nascosti e, mediante taglio di solchi profondi e larghi, ridotta per asportarne parti da vendere sul mercato illegale a collezionisti e musei. Già pesantemente danneggiata negli anni '80 del '900, venne definitivamente distrutta, con l'esplosivo, nel 2004.
31. ↑  Prima stele del lato orientale scoperta nel 1840 dal mercante inglese Anthony Charles Harris. È alta circa 7,30 m ed è, oggi, l'unica più facilmente raggiungibile.
32. ↑  Inserita nel 1901 da Norman de Garis Davies.
33. ↑  Benché spesso indicata come monoteista, la religione atoniana era, in realtà una forma di enoteismo giacché prevedeva una divinità preminente, senza tuttavia negare l'esistenza di altre divinità, di cui veniva tuttavia sottolineata l'estraneità e/o l'inferiorità.
34. ↑  All'interno dei piloni IX e X del Complesso templare di Karnak, realizzati da Horemhab, sono state rinvenute migliaia e migliaia di "talatat" provenienti dal distrutto tempio dedicato ad Aton da Amnhotep IV/Akhenaton e che si trovava, molto verosimilmente, proprio adiacente al tempio di Amon. Altre migliaia di tali mattoni (provenienti anche dalla demolita Akhetaton) sono stati inoltre rinvenuti quale riempimento del II Pilone (pure di Horemhab) e nelle fondamenta della "Grande Sala Ipostila" di Sethy I e Ramses II.
35. ↑  Merytaton, Maketaton, Ankhesepaaton (successivamente Ankhesenamon, sposa di Tutankhamon), Neferneferuaton Tasherit, Neferneferura e Setepenra.
36. ↑  A titolo di esempio si consideri il "Tempio Maggiore" di Abu Simbel in cui le statue di Ramses II raggiungono quasi i 20 m di altezza, ma quelle della sposa Nefertari o della sua stessa madre, arrivano all'altezza del ginocchio del colosso.
37. ↑  Ubicata nella Valle Occidentale (West Valley), è anche nota come WV25.
38. ↑  Altre ipotesi vedono, nella KV23, anche nota come WV23, nel sepolcro previsto per la sepoltura di Tutankhamon.
39. ↑  Sulle stele confinarie del primo gruppo (K, X, M), infatti, si legge: "Sia scavata per me [Akhenaton] una tomba nella montagna orientale [di Akhetaton]. Sia scavata la mia sepoltura in essa per i milioni di giubilei che l'Aton, mio padre, ha decretato per me. Sia scavata la sepoltura per la Grande Sposa Reale Nefertiti per i milioni di anni che l'Aton, mio padre, decretò per lei. Lascia inoltre che sia fatta in essa la sepoltura della figlia del Re, Meritaton, per milioni di anni".
40. ↑  Agli appunti di Nestor l'Hote, in diciassette volumi, la cui opera non venne tuttavia mai interamente pubblicata, si deve il lavoro più completo poiché egli provvide a ricopiare tutte le iscrizioni, anche quelle palesemente meno importanti. Anche il lavoro di Hay non venne mai pubblicato (circa settanta disegni sono conservati presso il British Museum); si deve ritenere che si sia interessato anche delle tombe meridionali giacché su un appunto relativo alla TA25 di Ay si legge: "tomba da me aperta".
41. ↑  I tori Mnevis venivano associati al sole e, almeno agli inizi della vita ad Akhetaton, godevano del favore reale tanto che si ritiene fossero allevati nel Palazzo del Nord. È noto che fosse stata prevista dal re una tomba per la sepoltura dei tori Mnevis, ma questa non è mai stata definitivamente individuata. L'assegnazione alla AT28 deriva dalla somiglianza planimetrica con la tomba dei tori Apis di Saqqara, nonché dal ritrovamento nelle vicinanze, negli anni '80 del '900, di numerosi teschi e ossa di toro verosimilmente derivanti da scavi precedentemente eseguiti nell'area.
42. ↑  Secondo Marc Gabolde, 2009, la 28 e la 29 furono le uniche tombe di quest'area a essere effettivamente occupate. La presenza di un riferimento all'"anno I" consente di ipotizzare che la tomba venne scavata da uno dei successori di Akhenaton che soggiornarono ad Akhetaton (Smenkhara o Tutankhaton)
43. ↑  Anche in questo caso, come per la Tomba reale, sulle stele del primo gruppo è specificato che "le tombe dei Grandi e dei Divini Padri di Aton, e dei sacerdoti di Aten, ... le tombe degli ufficiali, saranno fatte sulla montagna a Oriente di Akhetaten".
44. ↑  A riprova di tale ultima considerazione, si pensi ai funzionari amarniani, o comunque impiegati durante il regno di Akhenaton, che hanno la loro sepoltura tra le Tombe dei Nobili di Tebe: TT55 di Ramose; TT188 di Parennefer (a cui risulta intestata ugualmente la tomba TA7 ad Amarna); TT192 di Kharuef; TT46 di Ramose; TT136 di Ipy.
45. ↑  Nestor Hippolyte Antoine L'Hôte (1804 – 1842) egittologo francese, disegnatore e pittore, partecipò alla missione franco-toscana di Ippolito Rosellini del 1828-1829 unitamente a Jean-François Champollion.
46. ↑  Scavato nel periodo 1921-1936 dalla Egypt Exploration Society.
47. ↑  Così come per il villaggio operaio di Deir el-Medina, occupato da operai e artigiani che curavano lo scavo e la manutenzione delle tombe della Valle dei Re.
48. ↑  È questo, di Amarna, uno dei tre villaggi destinati a operai di cui si ha notizia; gli altri sono quelli di Deir el-Medina, occupato dai lavoratori della Valle dei Re, ed el-Kahun, risalente alla XII dinastia, ubicato nei pressi dell'odierna el-Lahun.
49. ↑  Esiste difformità sulla data di scoperta delle tavolette e sul numero originariamente rinvenuto, secondo alcuni studiosi, dalle testimonianze raccolte in loco, il rinvenimento sarebbe avvenuto nel 1886 in numero ben maggiore di 300; è stato calcolato che almeno 200 tavolette siano andate distrutte o disperse prima dell'immissione sul mercato clandestino.
50. ↑  Per il tramite di Sir Ernest Alfred Wallis Budge, il British Museum acquistò nel 1888 83 tavolette.
51. ↑  Risulta, perciò, che un atto, ad esempio, è stato redatto nell'"anno III del re", ma non è specificato di quale re si tratti.
52. ↑  Si tratta in massima parte di lettere ricevute dalla Corte mentre solo in undici casi noti si tratta di lettere inviate dal faraone di cui due dirette al re di Babilonia, una al sovrano di Arzawa e otto a re vassalli.
53. ↑  Per complessive trentanove lettere e cinque allegati inventariali.
54. ↑  L'identificazione ḫabiru = ebrei venne ulteriormente accettata in un determinato contesto storico (F. Chabas, Les Hebreux en Egypt, Parigi 1862, pp. 42-56; Loretz Habiru-Hebraer, pp. 18-55, citati da Gardiner 1971) data la presunta religione "monoteistica" instaurata da Akhenaton e a convalida delle storie relative alla cattività ebraica in Egitto.

### Fonti
1. ↑  Reeves 2001, pp. 103-111.
2. ↑  Matthiae 1995.
3. ↑  Norden 1755, vol. II, p. 30.
4. ↑  Davies 1903, vol. I, pp. 3-6.
5. ↑  Wilkinson 1878, Vol. I, figure e Tavole varie, tutte relative a sepolture dell'area settentrionale.
6. ↑  Wilkinson 1835, p. 384.
7. ↑  Davies 1903, vol. I, pp. 1-2.
8. ↑  Bunson 1995, p. 17.
9. ↑  Aldred 1979.
10. ↑  Reeves 2001, p. 103.
11. ↑  Reeves 2001, p. 115.
12. ↑  Reeves 2001, p. 119.
13. ↑  Reeves 2001, p. 120.
14. ↑  Lloyd 1933, pp. 1-7.
15. ↑  Reeves 2001, pp. 120-122.
16. ↑  Reeves 2001, p. 122.
17. ↑  Reeves 2001, pp. 122-124.
18. ↑  Reeves 2001, p. 124.
19. ↑  Reeves 2001, pp. 124-125.
20. 1 2  Reeves 2001, p. 126.
21. ↑  Reeves 2001, p. 24 e p. 157.
22. ↑  Hodgkinson 2018, pp. 160 e sgg.
23. ↑  Porter e Moss 1968, pp. 200-207.
24. ↑  Pendlebury 1951 e 1933, pp. 44-46 (1951) e 237 (1931).
25. ↑  Reeves 2001, pp. 107-111.
26. ↑  Porter e Moss 1968, vol. IV, p. 230.
27. ↑  Davies 1903, vol. V, pp. 19-34 e tavv. da XXV a XXXIII e da XXXVII a XLIII.
28. ↑  Reeves 2001, p. 108.
29. ↑  Davies 1903, vol. V, pp. 28-31, per i testi delle stele dell'anno IV.
30. ↑  Davies 1903, vol. V, pp. 31-34, per i testi delle stele dell'anno VI.
31. ↑  Reeves 2001, pp. 118-119 per l'elencazione delle stele.
32. ↑  Davies 1903, vol. V, pp. 22-23.
33. ↑  Davies 1903, vol. V, tavole XXXIV e XLIII.
34. 1 2 3 4 5 6 7 8 9 10 11 12  Porter e Moss, Topographical Bibliography of Ancient Egyprian Hierogliphic..., Oxford, Griffith Institute, 1968, Parte IV, pp. 230-232
35. 1 2  Davies 1903, vol. V, p. 26.
36. ↑  Reeves 2001, p. 107.
37. ↑  Porter e Moss 1968, p. 207 segnalano la presenza anche del cartiglio di Ramses III.
38. ↑  Cimmino 2002.
39. ↑  Appia 1996, p. 252.
40. ↑  Reeves 2001, pp. 139-155.
41. ↑  Reeves 2001, p. 146.
42. ↑  Reeves 2001, pp. 122-126.
43. ↑  Wilkinson 2007.
44. 1 2  Reeves 2001, p. 127.
45. ↑  Davies 1903, Vol. I, pp. 4-5.
46. 1 2  Reeves 2001, pp. 127-130.
47. ↑  Gabold 2009, pp. 31-38.
48. ↑  Reeves 2001, pp. 130-137.
49. ↑  Lepsius 1849.
50. ↑  Davies 1903, in sei volumi, pubblicati dal 1903 al 1908.
51. 1 2  N. de Garis Davies, The Rock Tombs of Amarna, Londra, Offices of the Egypt Exploration Fund, 1905, Parte III
52. ↑  Davies 1903, Parte III, pp. 1-19, Tavv. da I a XXV.
53. 1 2  N. de Garis Davies, The Rock Tombs of Amarna, Londra, Offices of the Egypt Exploration Fund, 1905, Parte II
54. ↑  Davies 1903, Parte II, pp. 16-24, Tavv. da XXIX a XLI.
55. ↑  Davies 1903, Parte III, pp. 26-33, Tavv. da XXVI a XXXIX.
56. ↑  N. de Garis Davies, The Rock Tombs of Amarna, Londra, Offices of the Egypt Exploration Fund, 1905, Parte I
57. ↑  Davies 1903, Parte I, pp. 7-17, Tavv. da II a XXXV.
58. 1 2 3 4 5 6  N. de Garis Davies, The Rock Tombs of Amarna, Londra, Offices of the Egypt Exploration Fund, 1905, Parte IV
59. ↑  Davies 1903, Parte IV, pp. 1-4, Tavv. da I a XII.
60. ↑  Davies 1903, Parte II, pp. 9-32, Tavv. da III a XXVI.
61. ↑  Reeves 2001, pp. 135-137.
62. 1 2 3  N. de Garis Davies, The Rock Tombs of Amarna, Londra, Offices of the Egypt Exploration Fund, 1908, Parte VI
63. ↑  Davies 1903, Parte VI, pp. 1-6, Tavv. da III a X.
64. ↑  Davies 1903, Parte VI, pp. 7-15, Tavv. da XII a XXI.
65. ↑  Davies 1903, Parte IV, pp. 12-18, Tavv. da XIV a XXIX.
66. ↑  Davies 1903, Parte IV, pp. 19-20, Tavv. da XXX a XXXII.
67. ↑  Davies 1903, Parte IV, pp. 21-22, Tav. XXXIV.
68. 1 2 3 4 5 6 7 8 9 10 11  N. de Garis Davies, The Rock Tombs of Amarna, Londra, Offices of the Egypt Exploration Fund, 1908, Parte V
69. ↑  Davies 1903, Parte V, p. 85, Tav. XIV.
70. ↑  Davies 1903, Parte IV, p. 139, Tavv. da XXXVI a XXXVII.
71. ↑  Davies 1903, Parte V, pp. 1-5, Tavv. da I a V.
72. ↑  Davies 1903, Parte IV, p. 25, Tavv. da XXXVIII a XLV.
73. ↑  Davies 1903, Parte IV, Tavv. da VI a XI.
74. 1 2  Davies 1903, Parte V, Tav. XVII.
75. 1 2  Davies 1903, Parte V, Tav. XIII.
76. ↑  Davies 1903, Parte V, Tav. XIX.
77. ↑  Davies 1903, Parte V, p. 89, Tav. XVI.
78. ↑  Davies 1903, Parte V, pp. 6-11.
79. ↑  Davies 1903, Parte V,Tav. da XXIV.
80. ↑  Davies 1903, Parte VI, pp. 16-24, Tavv. da XXIII a XLIV.
81. ↑  Davies 1903, parte I, tombe di Pentu, Mahu e altri.
82. ↑  Knudtzon 1915, p. 1584.
83. ↑  Reeves 2001, p. 62.
84. ↑  Petrie 1898.
85. ↑  Reeves 2001, p. 63.
86. ↑  Liverani 1999.
87. ↑  Liverani 1998.
88. ↑  Cimmino 2003, p. 258.
89. ↑  Gardiner 1971, p. 185.
90. ↑  Liverani 1998, p. 19.
91. ↑  Liverani 1998, pp. 18-21.